# 都心

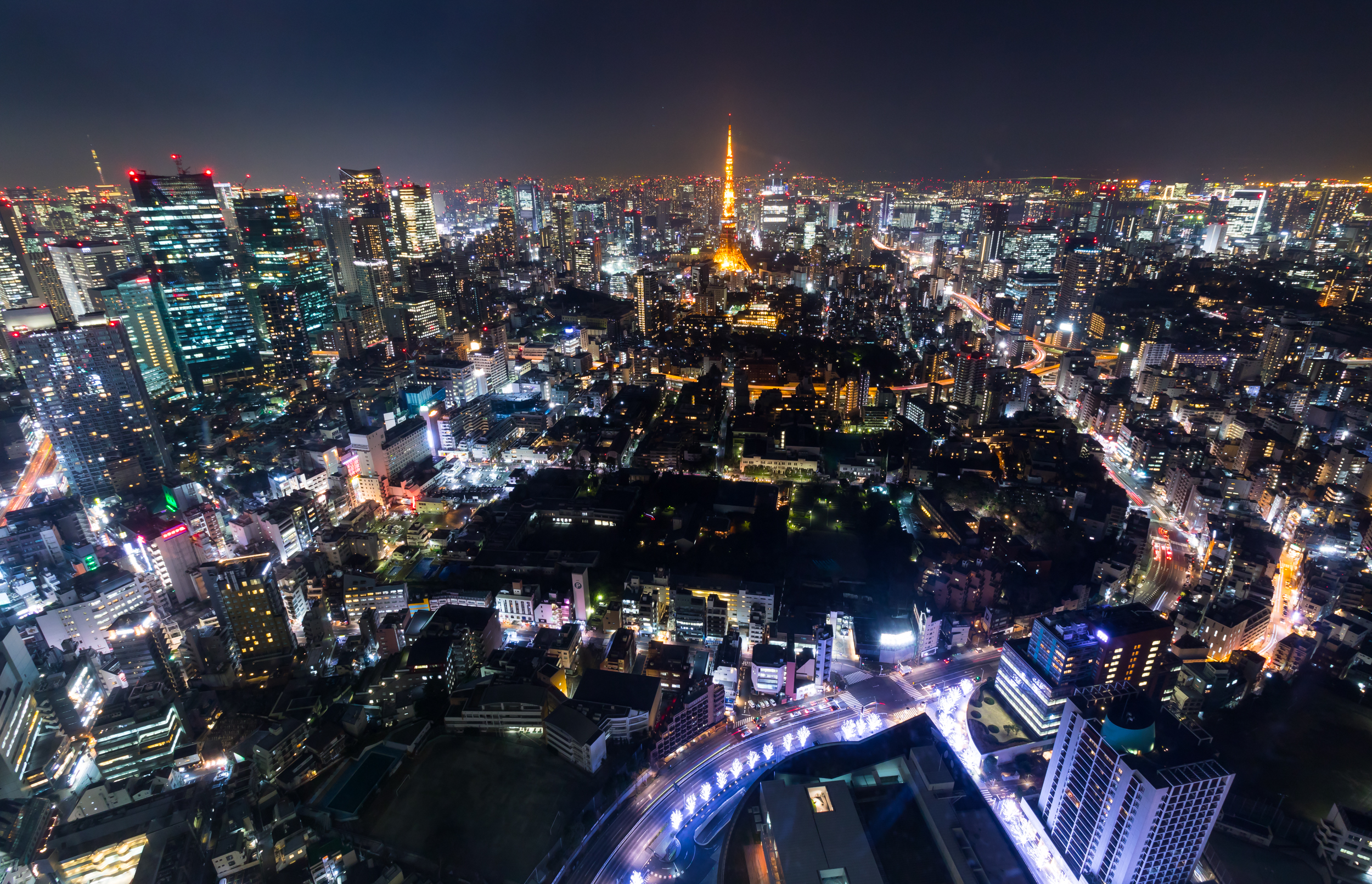
東京都心部

都心（としん）は、都市の中心となる場所のこと。
都市再生特別措置法に基づき地方自治体が作成した立地適正化計画では、医療施設、福祉施設、商業施設などの都市機能増進施設の立地を促す区域である都市機能誘導区域 の中心拠点を指して都心とする例がある。

## 概要

### 立地適正化計画と都市機能誘導区域
立地適正化計画 とは、自治体の都市計画区域であり、「都市再生特別措置法」に基づき市町村が作成し政府へ提出、公表されるものである。
しかし、仙台市・川崎市・福岡市など作成を行っていない政令指定都市もあり、中には広義的に都心部と定めている自治体も存在する。
その為、本来の都市機能誘導区域（中心拠点）とは異なる指針の都心を有する自治体も存在する。
また都市機能誘導区域には、中心拠点（都心）のほかに地域拠点も対象となり、これらの地域は内閣府地方創生推進事務局によって都市再生緊急整備地域及び特定都市再生緊急整備地域に指定され、重点的に整備される。
立地適正化計画について具体的な取組を行っている主な政令指定都市は以下の都市である。
- 札幌市
- 千葉市
- 相模原市
- 新潟市
- 静岡市
- 浜松市
- 名古屋市
- 京都市
- 神戸市
- 広島市
- 北九州市
- 熊本市

これらの政令指定都市以外は東京特別区も含め、明確な都心が定められていないと言う事になる。
【都市機能誘導区域を都心と定めている自治体の一例】
- 札幌市[5]
- 千葉市[6]
- 名古屋市[7]
- 川越市[8]
- 長岡京市[9]

など政令市以外も都心を定めた自治体も存在する。

### 都心と中心部
都市は、行政機能・業務機能・商業機能（卸売・小売）・飲食機能（外食）・宿泊機能など、いくつもの機能を持ち合わせているが、「都心」という場合は、業務機能（オフィス街）が集積する中心市街地を指すことが多い。
東京・大阪・名古屋の三大都市圏では、地区による機能分担が進み、広大な中心業務地区（CBD）を有している。東京大都市圏（首都圏、関東地方）においては東京の中心部を指した「東京都心」または「東京都心部」の略として、単に「都心」という言葉が頻繁に使用される。
三大都市圏以外の大都市のうち、札幌都市圏・仙台都市圏・広島都市圏・福岡都市圏は大企業の本社は少なく、地域子会社や支社・支店、および地元企業が集まる「支店経済」型の中心業務地区が形成されている。
製造業が発展している北九州都市圏では、業務機能が工業地に分散されるため都心の規模はその人口と比べ小さい。業務対象地域の人口規模によっては業務よりも商業（物販・サービス）における富の方が大きい場合もある。
さらに小規模な都市においては、工業の発達や交易、交通の要衝（卸売）として、あるいは地方を管轄する機能の存在（金沢市・高松市など）により人口増が見られたが、業務対象地域の人口が決定的に少ないため、中心部は業務機能よりも商業が富の中心となり、人口規模に応じた「中心部商業地」のみが存在していた。このような業務による求心力がない中心部は、近年の郊外ロードサイドショップや郊外大規模小売店（GMS など）の登場、大病院の郊外移転などにより、急速に空洞化が進行している。ただし、郊外店は主に、最寄品から買回品のみ扱うため、高級な買回品から専門品を求め大都市中心部の商業地へ向かう購買行動が見られる。

### 副都心

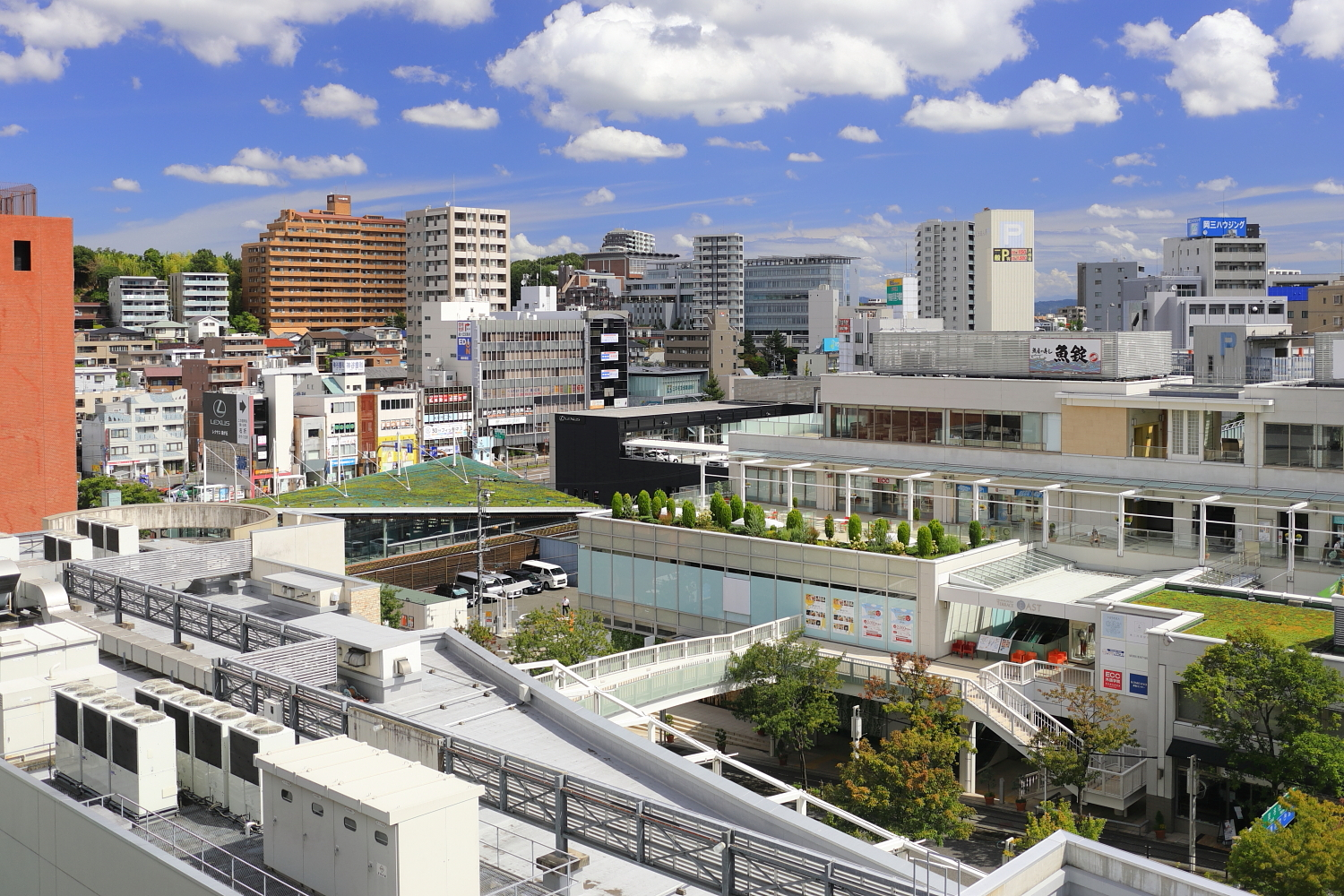
星ヶ丘
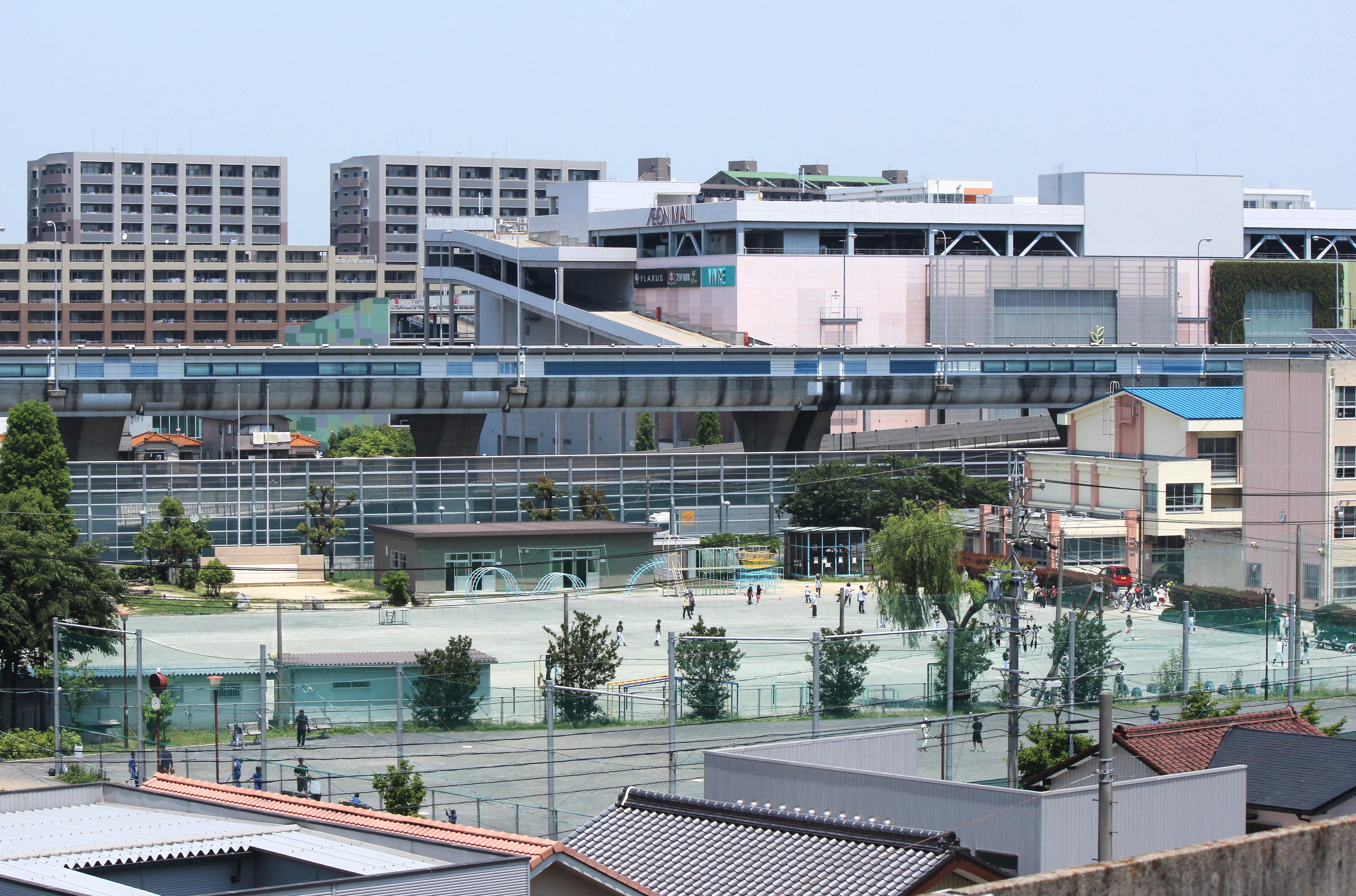
上小田井
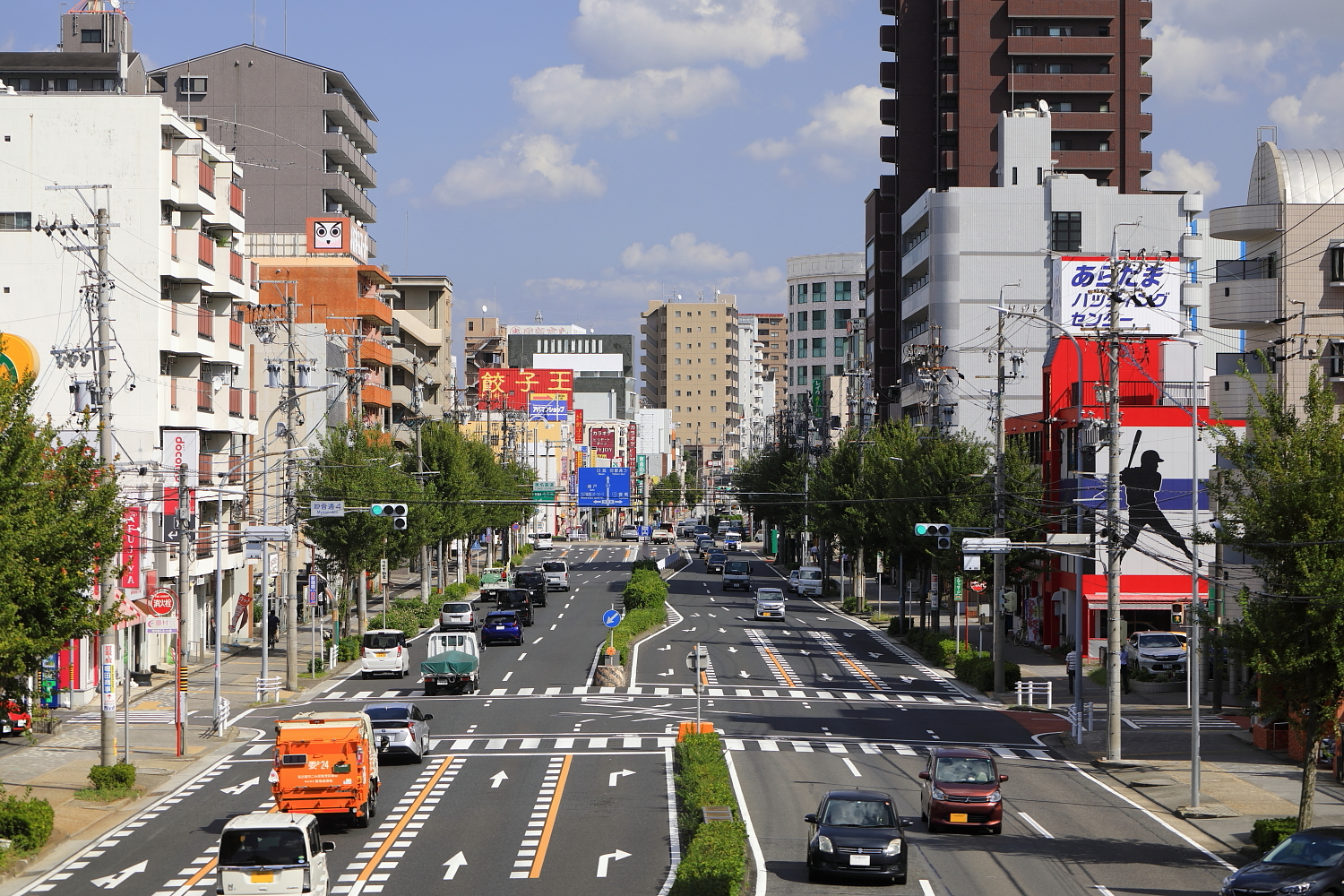
新瑞橋
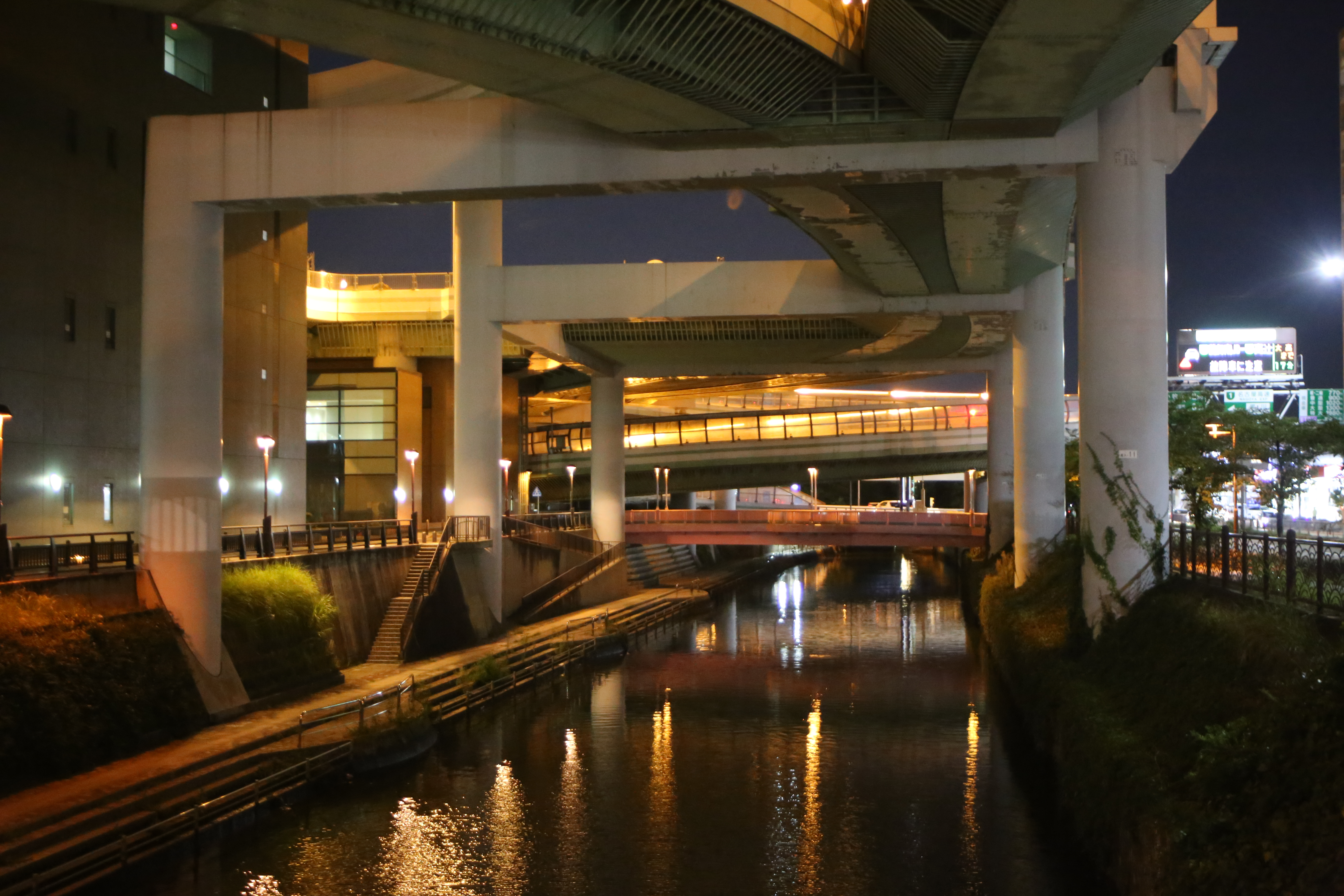
黒川

東京では都心への業務集中によって「通勤地獄」とまで言われる通勤ラッシュが常態化してしまい、道路も渋滞が深刻化して経済損失が大きくなった。また、20世紀後半の建設技術では地震や地盤強度の問題などから超高層ビルを建てづらく、都心部のみで中心業務地を賄えなかったため、東京都内に新たな業務指定地区を設定して「副都心」とした。さらに、バブル経済期には地価が暴騰したため、都内に「副々都心」、周辺県には「新都心」と呼ばれる業務指定地区を設け、中心業務地区の分散を図った。
これと同様に各地の大都市において都市の拡大と共に都心の業務機能や商業機能等の一部を分担する副都心が形成された。また既存の都心が周辺のより大きい都市の拡大に伴ってその都市の実質的な副都心となるケースもある。

### 新都心
副都心以外でも、郊外に新規開発をして都心を形成したところや、都市の中心部を再開発して都心の機能を高めたところを新都心と称することがある。東京近郊の新都心については、後節「東京隣県の拠点地区」を参照。

## 関東大都市圏

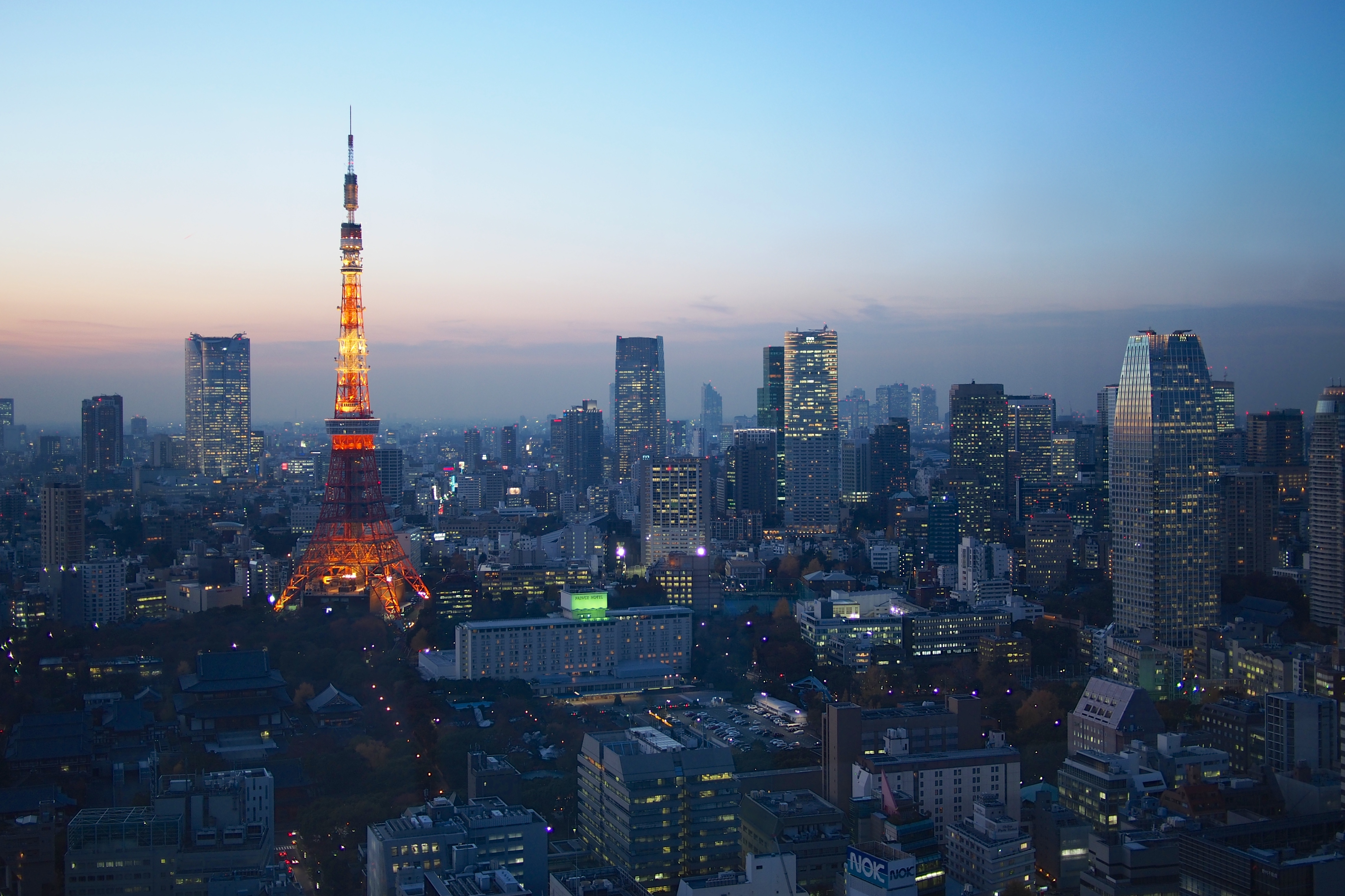
東京都心部

東京は、ニューヨーク都市圏を上回る世界最大の経済規模の都市圏および都市圏人口を形成および有する、アジア屈指の世界都市となっている。また日本の富が一極集中し、他の都市と比べて格段に大きな中心業務地区（CBD）を形成している。
中心業務地区は広大なため地域ごとに機能分担が進んでおり、「都心」「副都心」の範囲は用いる指標により変化し、定義によっては相当多数の副都心を持つことになる。国内最大規模のCBD（中心業務地区）である東京駅一帯（丸の内・大手町・有楽町・銀座・日本橋など）はトップクラスの業務集積、上場企業数、昼間人口、商圏規模を誇る。そのため、東京駅一帯の膨大な業務機能を分散するために、新宿・渋谷・池袋などの山手線西側のターミナル駅に副都心が設けられた。また都心・副都心以外にも商業中心を持ち、他都市の何倍もの商機能集積を見せる。山手線の駅を中心にターミナルが複数形成され、巨大なオフィス街や繁華街がいくつも存在している。これらの商業中心相互間の距離は比較的大きいが、地下鉄やJR、私鉄などの安価な鉄道網が高密度に張り巡らされ、都市圏内が時間的に近接している。
ほとんどの場合、関東地方において単に「都心」と言った場合は東京都区部（23区）の中心部を示す。「都心等拠点地区」も参照。

### 東京都区部

#### 東京の都心部
主な範囲
- 都心という概念は明治時代に江戸から東京に改められ定められた区制、市制などの大都市制度に基づいており、1878年（明治11年）、郡区町村編制法が制定され、宮城（皇居）周辺の都心部に、麹町区、神田区、日本橋区、京橋区など15区が定められた。

1889年（明治22年）には、この都心15区に市制が施行され、東京市となる。
1932年、周辺82町村が編入され、既存の都心15区に加えて、郊外20区が定められ、35区となった。その後統合により23区になり、1958年までは、千代田区、中央区、港区、新宿区、文京区、台東区を『都心6区』と呼んだ。現在は「東京都心」に対する明確で統一的な定義はなされていない。
メディアおよび行政、不動産業界が使用している『都心3区』や『都心5区』などは、東京都が定める正式な区分ではなく、あくまで便宜上の造語である。そのため、同じ『都心◯区』でもメディアごとに区分がまちまちである。使用例として、都市機能が高度に集積した千代田区・中央区・港区を『都心3区』と呼ぶことが多い（千代田区は旧麹町区・旧神田区、中央区は旧日本橋区・旧神田区、港区は旧芝区・旧麻布区・旧赤坂区の区域に相当する）。さらに区の全域が東京の旧市内に含まれる文京区や台東区を含めて『都心5区』と呼ぶ場合もある（文京区は旧小石川区と旧本郷区、台東区は旧下谷区と旧浅草区に相当）。旧東京市を含む地域として都心8区の区分もある（千代田区・中央区・港区・文京区・台東区・新宿区・墨田区・江東区）。ただし、不動産業界では旧市内で区分するのではなく、千代田区・中央区・港区の『都心3区』に地価の高い地域の多い新宿区・渋谷区を加えて『都心5区』と呼ぶのが一般的になっている。
都心5区（太字は「都心3区」）
- 千代田区
- 中央区
- 港区
- 新宿区
- 渋谷区

#### 東京の副都心
都心への業務機能の分散の観点から、東京都が策定した副都心は7か所存在する。
- 新宿副都心（新宿区）
- 渋谷副都心（渋谷区）
- 池袋副都心（豊島区）
- 上野・浅草副都心（台東区）
- 錦糸町・亀戸副都心（墨田区・江東区）
- 大崎副都心（品川区）
- 臨海副都心（港区・江東区・品川区）

新宿・渋谷・池袋の3地区は1958年（昭和33年）に東京都心の機能分散を目的に指定され、副都心の中でも最も重要な地域であるため『3大副都心』と称されることがあり、指定からちょうど半世紀を経た2008年（平成20年）にはこの3地区を結ぶ地下鉄路線がそのまま「副都心線」の名称で開業した。特に新宿副都心に関しては西新宿を指すことが多く、他にも「新宿新都心」と言われることもある。新宿駅・渋谷駅・池袋駅はその鉄道交通の利便性から世界最大級のターミナル駅として発展しており、百貨店や専門店などの商業施設が多数集積し、都心部を凌駕する巨大繁華街へと成長した。ただし、丸の内、大手町、有楽町（いわゆる大丸有）といった都心のオフィス街と比べると、業務機能（大企業の本社や中央省庁など）の集積は及ばない。
上野・浅草、錦糸町・亀戸、大崎は1982年（昭和57年）にバランスの取れた東京の育成を目的として副都心に追加された。そして、1995年（平成7年）にお台場地区を含む臨海副都心が追加された。
鉄道が電化されるまでは皇居付近への乗り入れが認められていなかったため、北は上野、南は新橋、東は両国橋（現両国）、西は万世橋（後の交通博物館前）が端点となっており、品川・渋谷・新宿・池袋・上野が他の鉄道路線との接続駅となった。3大副都心及び上野・浅草は、東京市が戦前に私鉄の都心（山手線内と15区内の大部分）乗り入れを認めなかったことから、郊外へのターミナル駅として発達した。上野は東北・北陸方面への「北の玄関口」として発達し、京成電鉄の拠点ともなった。古くから繁華街であった浅草は東武鉄道の東京側の起点ともなった。また、池袋は東武・西武の、新宿は京王・小田急・西武の、渋谷は東急・京王の、品川は京急のそれぞれ拠点として発展を遂げた。
臨海副都心以外の6副都心は「副都心整備指針」で、臨海副都心は「臨海副都心まちづくり推進計画」などで定められている。そのため、東京都の都市計画では、6副都心と臨海副都心は別扱いになることがある。たとえば、6副都心には定められている業務商業市街地ゾーンや複合市街地ゾーンが臨海副都心にはないなどである。
新宿副都心の内、都庁がある新宿区西新宿を特に新都心という場合もある（新宿副都心全体を指す場合もある）。

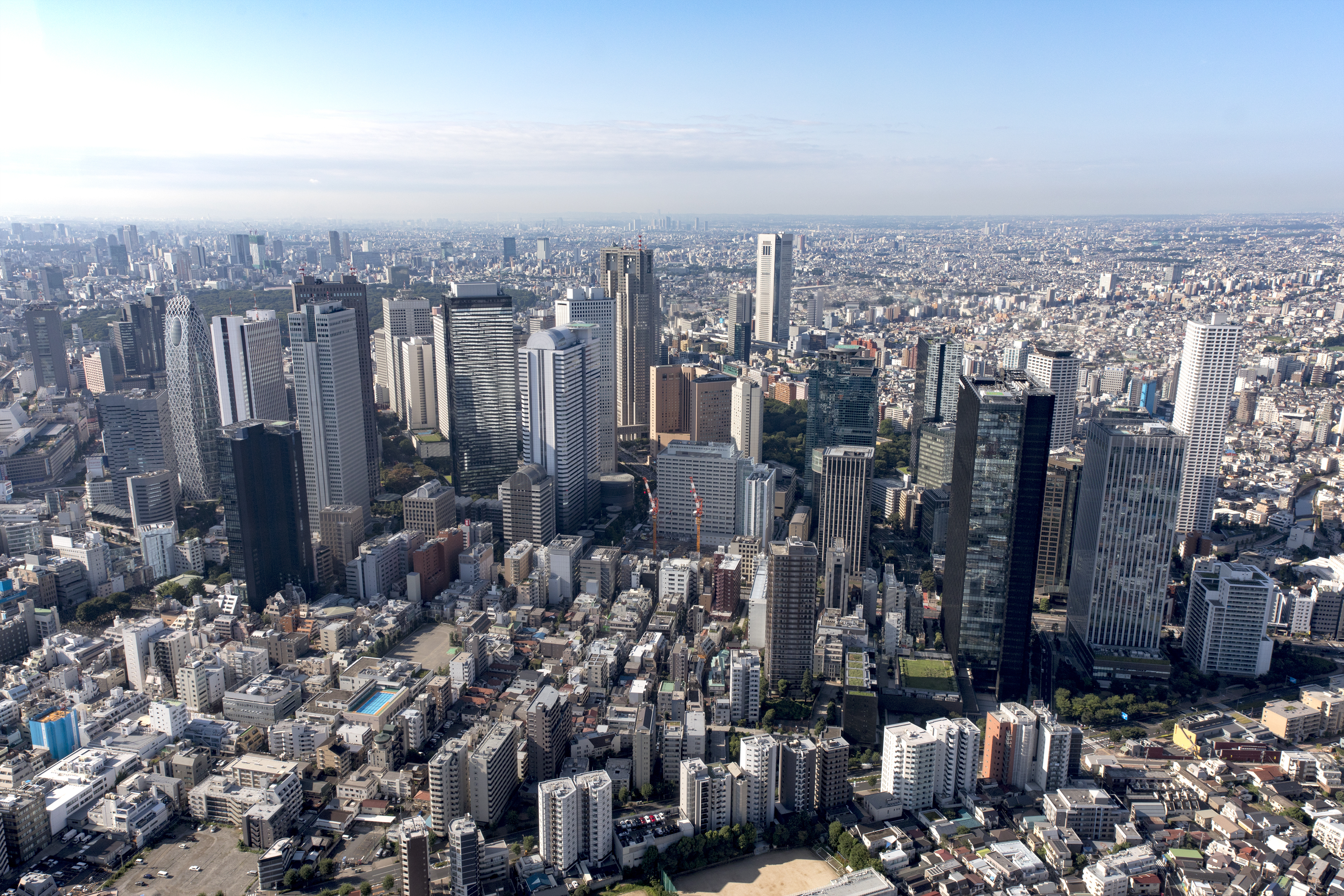
新宿副都心
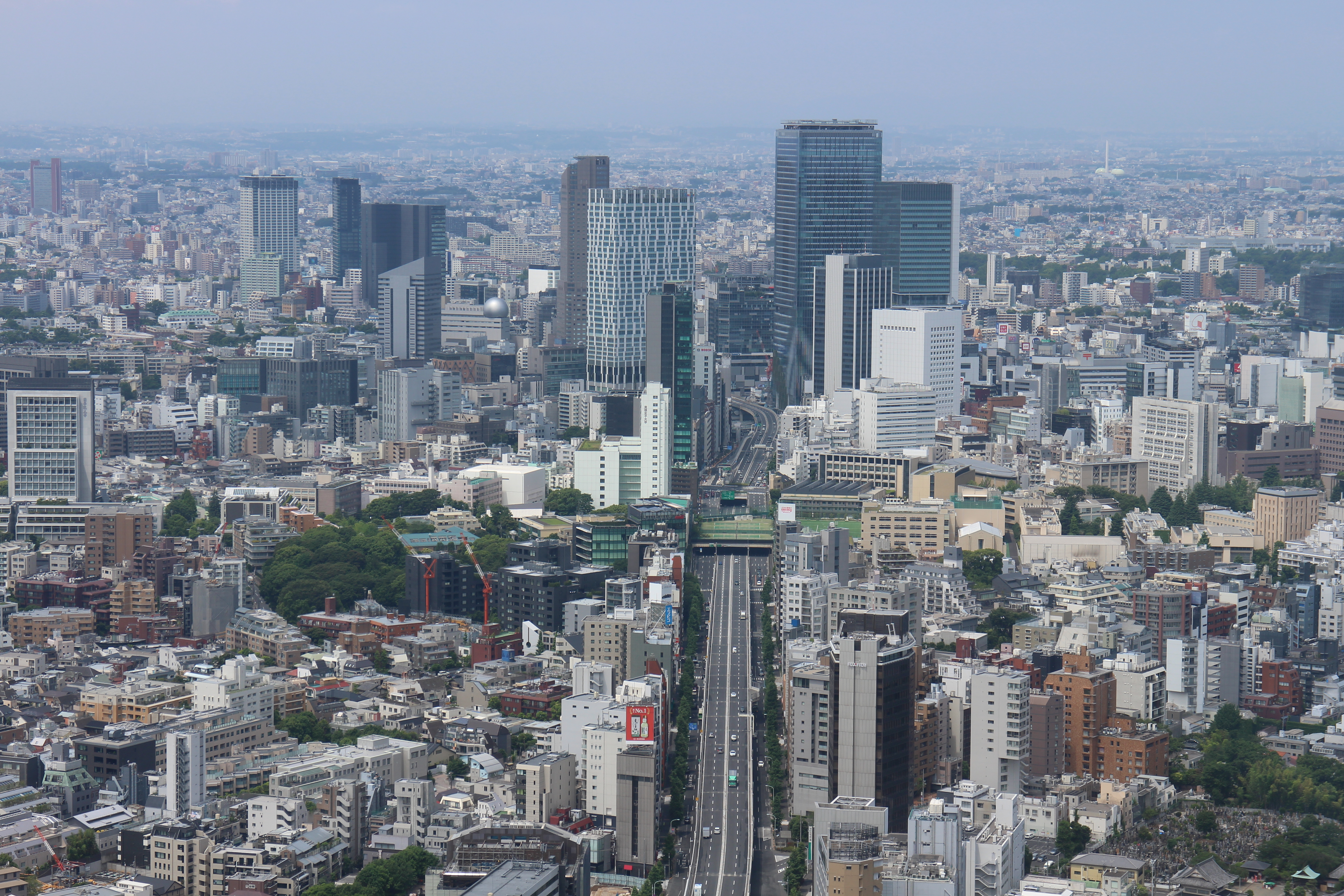
渋谷副都心
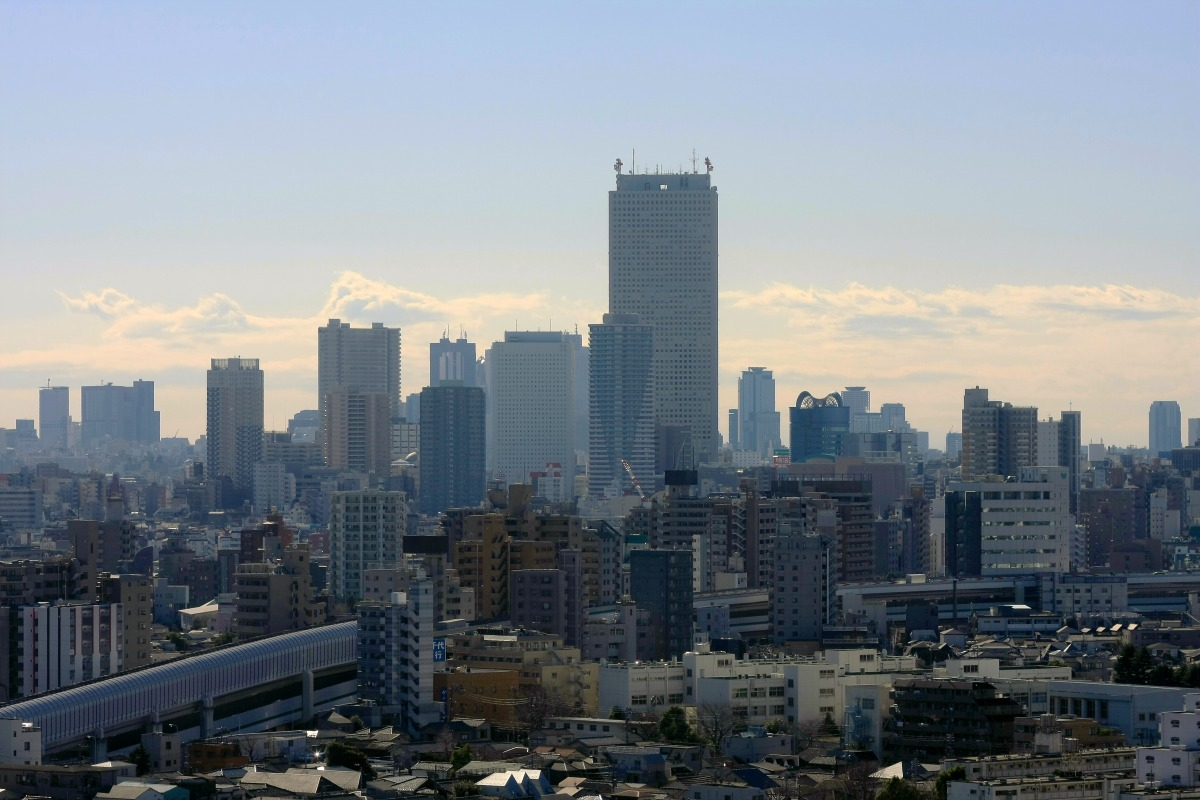
池袋副都心
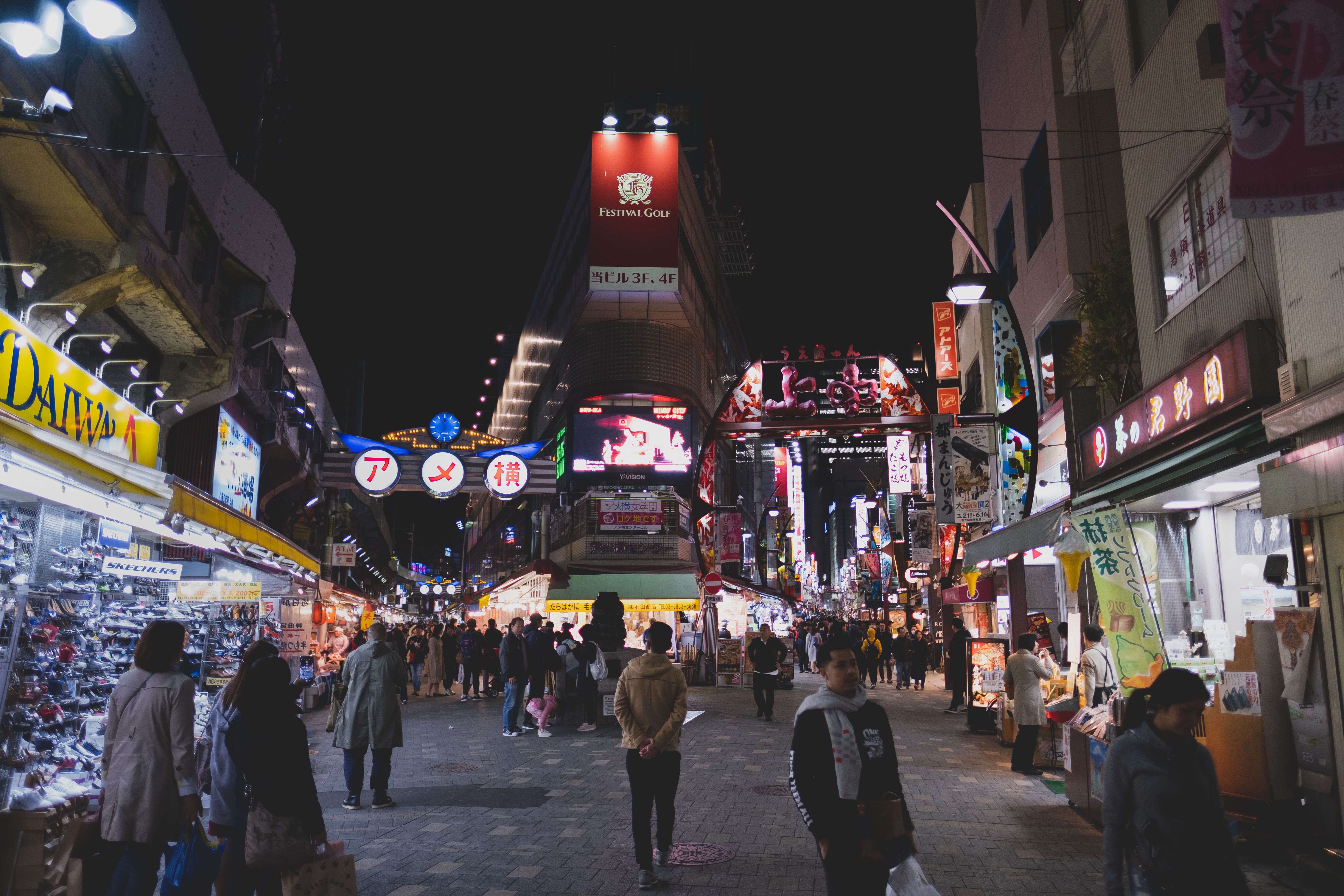
上野・浅草副都心
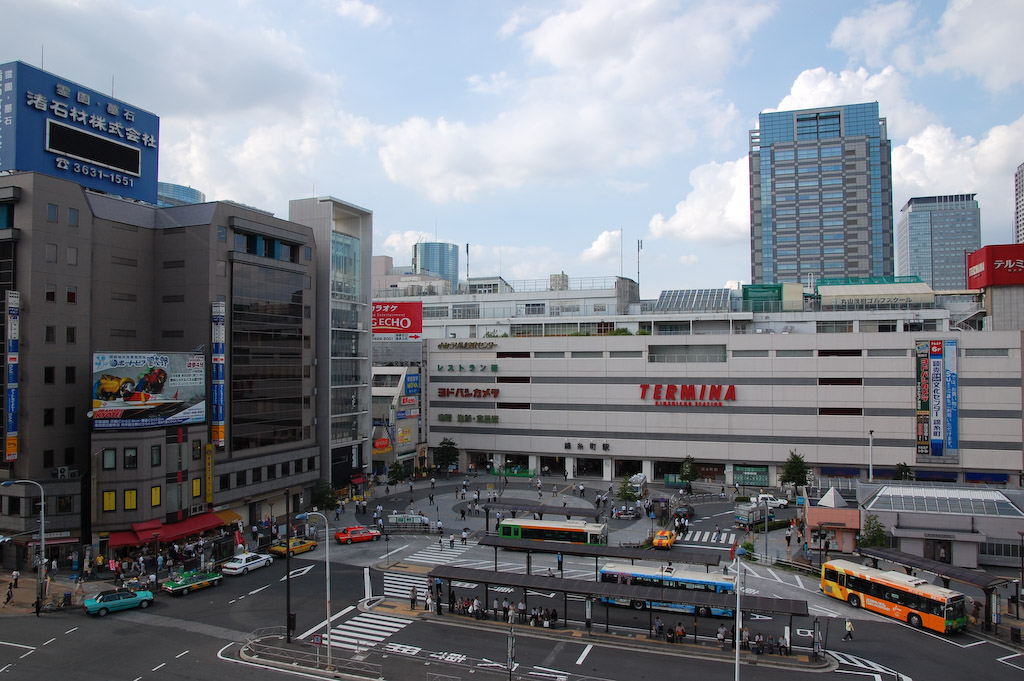
錦糸町・亀戸副都心
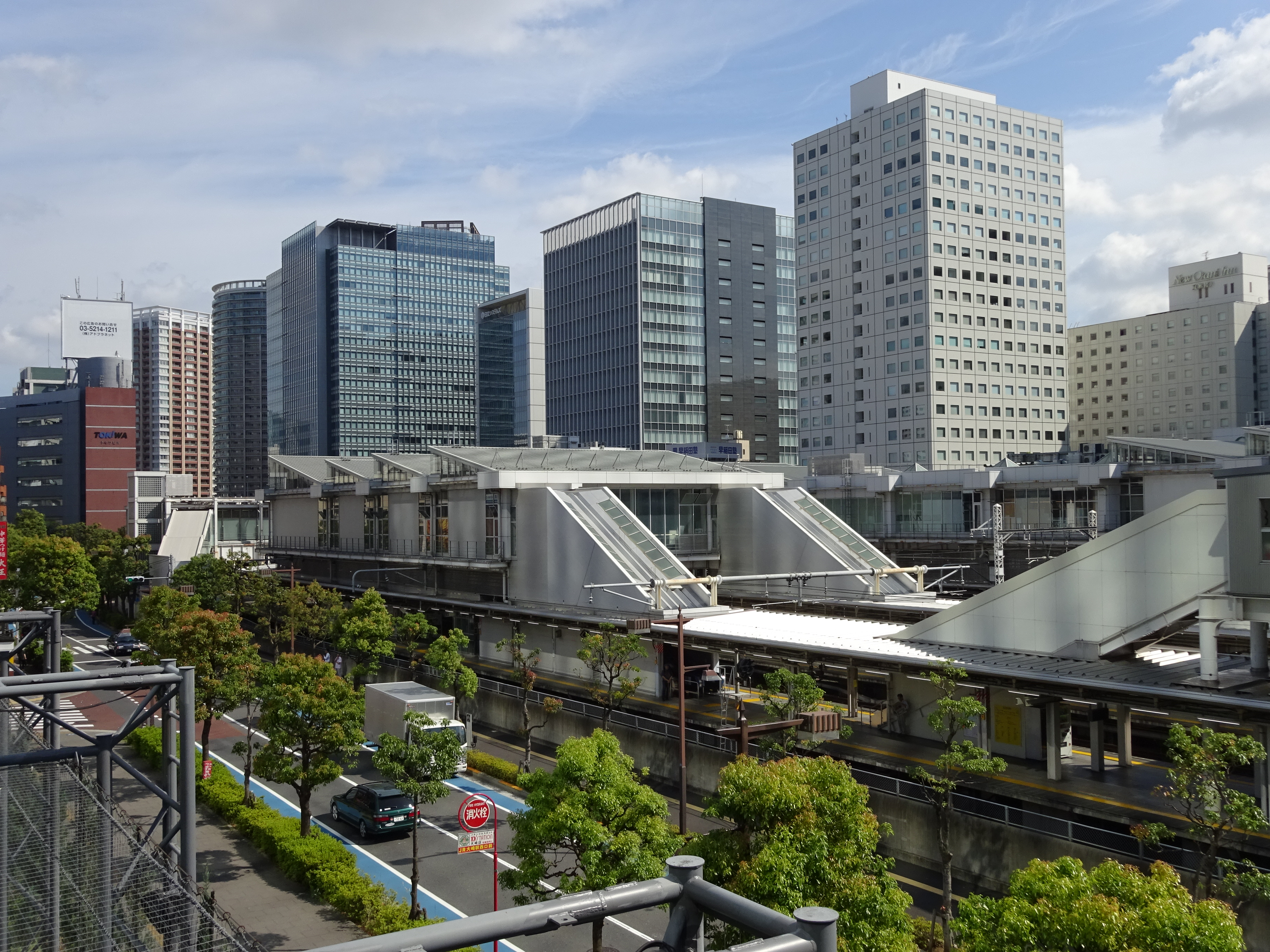
大崎副都心
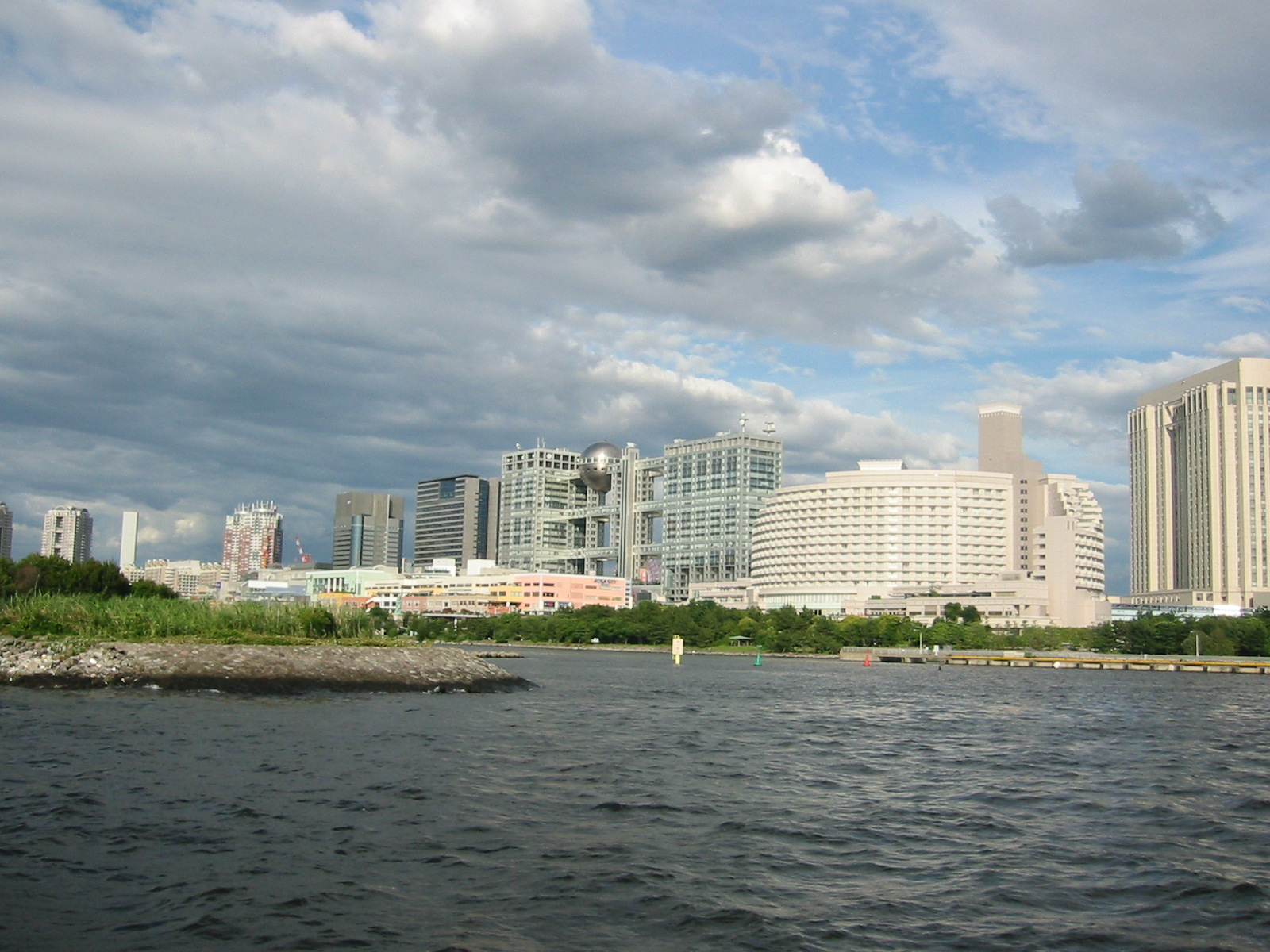
臨海副都心

#### 新拠点
2001年の「東京の新しい都市づくりビジョン」で東京都が定めた、副都心に準ずる地域。交通の要衝であり、多様な機能を備えた複合拠点として再開発が進められている。
- 品川
- 秋葉原
- 羽田

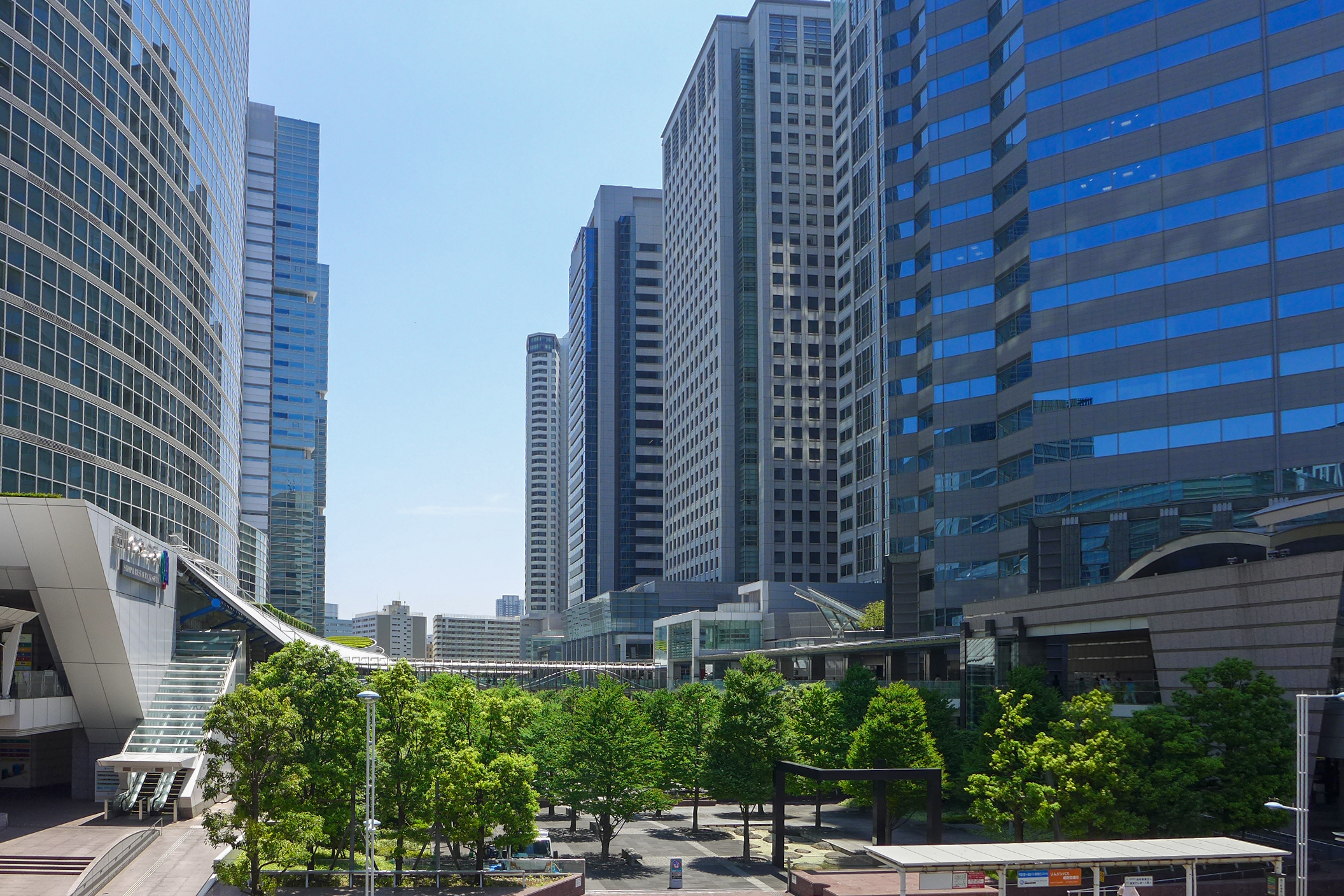
品川インターシティと品川グランドコモンズ（品川）
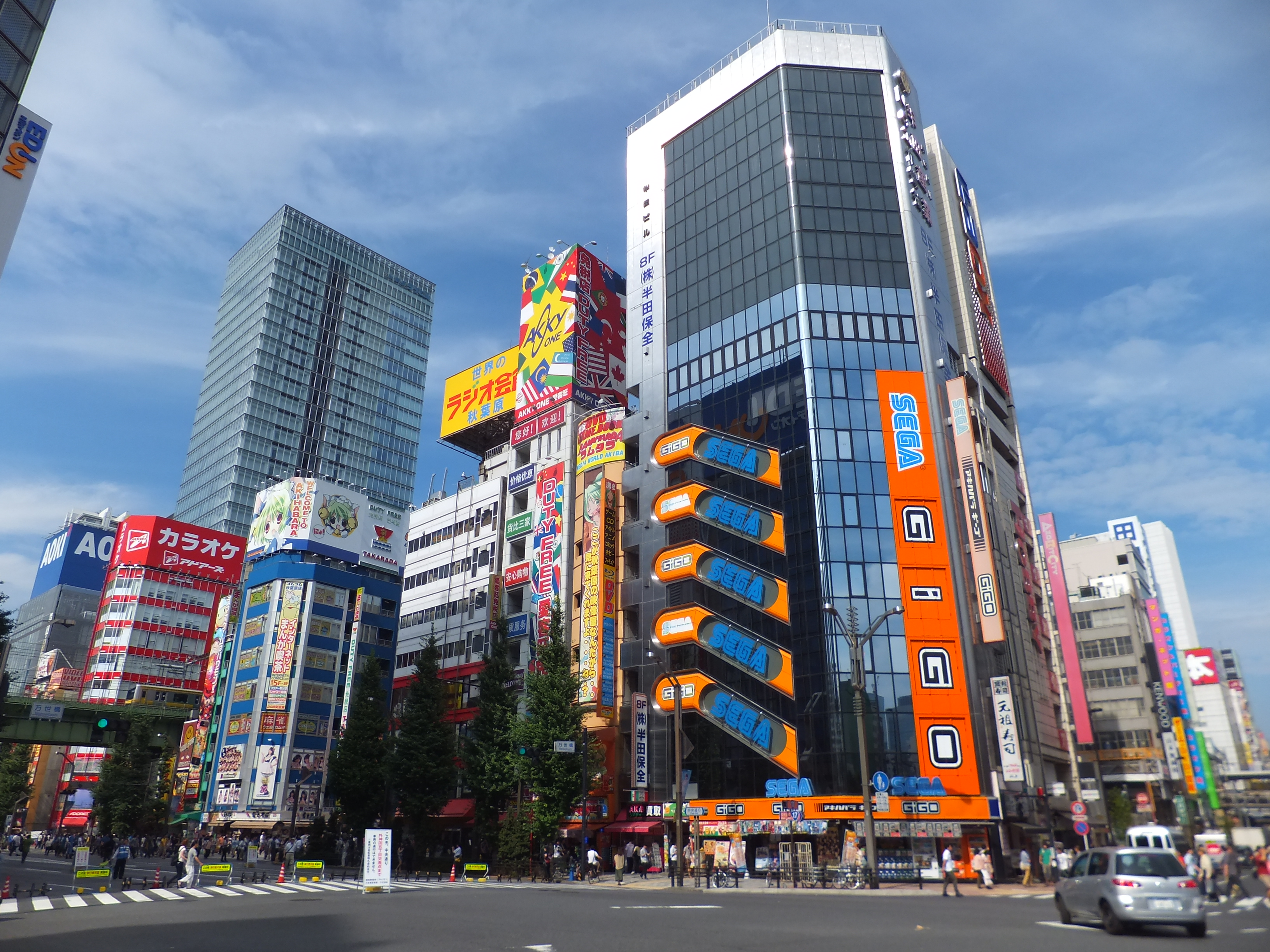
秋葉原
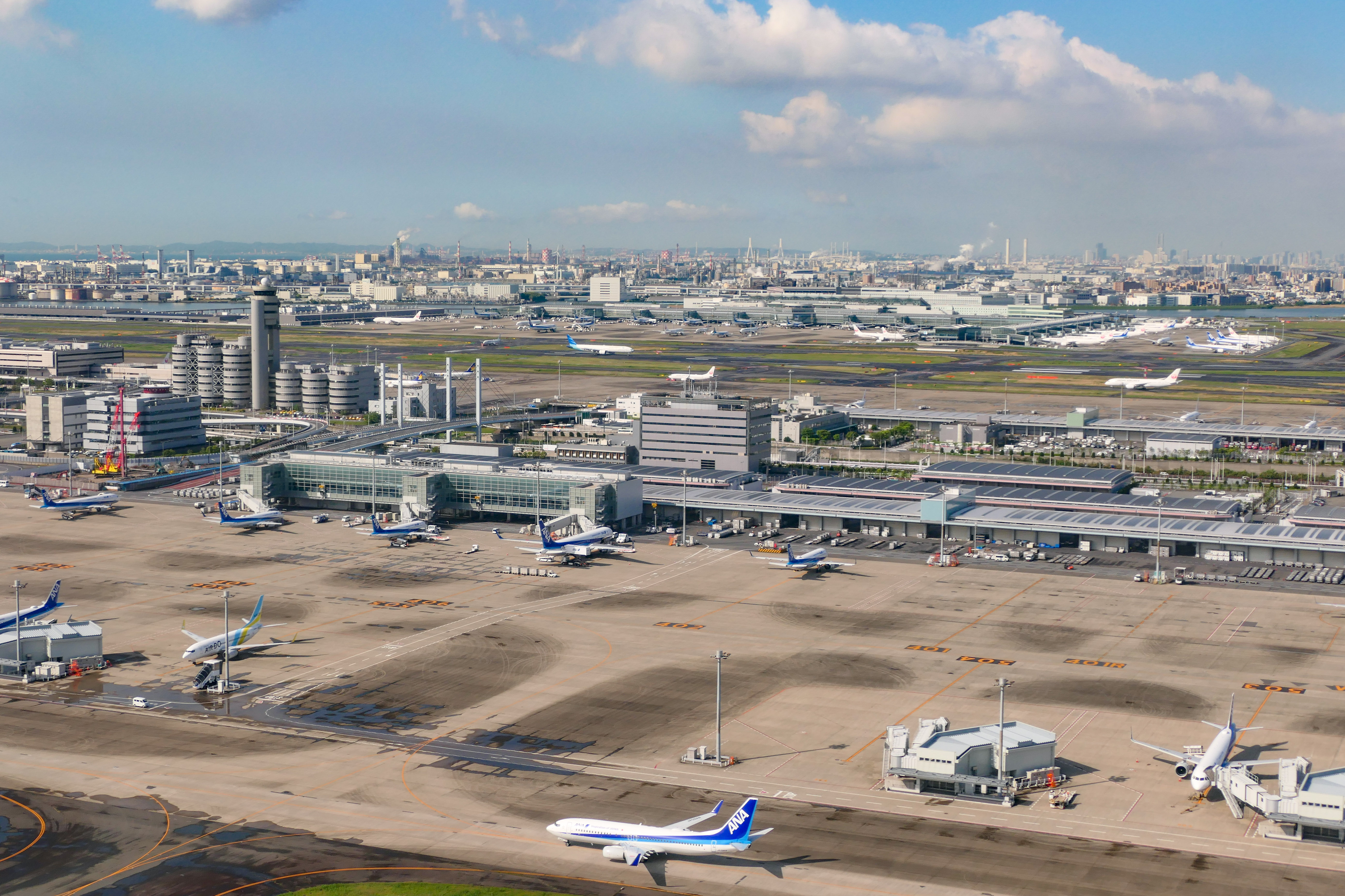
羽田空港（羽田）

### 東京隣県の拠点地区

#### 新都心
東京近郊の新都心（新副都心）として、以下の3か所がある（北からの順で表記）。
- さいたま新都心（埼玉県さいたま市）
- 幕張新都心（千葉県千葉市）
- 横浜みなとみらい21（神奈川県横浜市）

これらは、東京都心部に集中したオフィス機能を分散するために計画された。旧国鉄操車場跡や工場跡、または埋め立てなどによる未開発地域などの広い土地が用意され、ある程度分散はしたが、集積とまでは行かなかった。そのため現在でもこれらの地区には空き地が多く残り、開発に伴う負債が各自治体の財政を圧迫しているが、官公庁庁舎の移転や企業誘致活動などにより徐々に改善しつつある。さいたま新都心は東京から関東地方などを管轄する一部の政府機関が移転している。幕張新都心は国内外の約450社の企業が活動するオフィスビル街となっており、業務機能や研究開発機能が集積している。みなとみらい21はみなとみらい線が開通し、日産自動車といった大企業の本社誘致に成功している。
また、さいたま市・千葉市・横浜市といった東京都心周辺に位置する各都市は東京のベッドタウンとしての性格が比較的強く、県庁所在地及び政令指定都市であるにも関わらず都市中心部の求心力が低い。そのため昼夜間人口比率が100を下回っている（この傾向は川崎市や相模原市も同様である）。これらの新都心は各都市の業務機能および各都市の求心力強化を図る狙いがある。

### 圏内の政令指定都市
さいたま市
立地適正化計画未作成（都心不確定）
- 「都心景観拠点」
  - 大宮駅周辺・さいたま新都心周辺地区（大宮駅・さいたま新都心駅）
  - 浦和駅周辺地区（浦和駅）

- 「副都心景観拠点」
  - 日進・宮原地区（日進駅・宮原駅・加茂宮駅）
  - 岩槻駅周辺地区（岩槻駅・東岩槻駅）
  - 武蔵浦和地区（武蔵浦和駅）
  - 美園地区（浦和美園駅）

さいたま市は、大宮駅・さいたま新都心駅（経済・交通・政府機関の中心拠点）および浦和駅（県機関の集積地）といった通勤者が多い地区を「都心景観拠点」とし、その周辺住宅街である主要な生活拠点の各地区を「副都心景観拠点」として策定している。
また、さいたま市では大宮駅の大規模な再開発（大宮駅グランドセントラルステーション化構想）による「東日本の玄関口」としての機能強化のため、駅ビル・駅周辺建物・道路・バスターミナルの再開発に加え地下開発等がそれぞれ検討されており、広域都心化に向けた準備が進められている。

千葉市
立地適正化計画公表済み
都心 - 千葉都心（千葉駅、千葉中央駅、本千葉駅、千葉みなと周辺）
新都心 - 幕張新都心（海浜幕張駅周辺）
副都心 - 蘇我副都心（蘇我駅周辺）
千葉市には、都心・新都心・副都心と異なる名称を与えられた地区があるが、3者とも機能的には「都心」としている。
重要地域拠点（副都心機能）- 稲毛、幕張、都賀、鎌取
地域拠点（生活拠点） - 検見川浜、稲毛海岸、土気、誉田、千城台、西千葉、検見川、幕張本郷、浜野
産業拠点（産業集積地） - 川崎町、新港、千種町など

横浜市
立地適正化計画未作成（都心不確定）
都心（ツインコア） - 横浜都心（関内・関外地区、横浜みなとみらい21（MM21）地区、横浜駅周辺地区） 及び新横浜都心（城郷地区（小机駅周辺地区）、羽沢地区（羽沢横浜国大駅周辺地区）、新羽地区（新羽・北新横浜駅周辺地区）、新横浜地区（新横浜駅周辺地区））
主要な生活拠点（旧:副都心） - 鶴見駅周辺、港北NT（港北ニュータウン）センター、二俣川・鶴ヶ峰駅周辺、戸塚駅周辺、上大岡駅周辺
川崎市
立地適正化計画未作成（都心不確定）
広域拠点 - 川崎駅周辺地区、武蔵小杉駅周辺地区、新百合ヶ丘駅周辺地区
川崎市には「広域拠点」が3つあるが、都心・副都心などに分類されていない。
相模原市
立地適正化計画公表済み
都市の核 - 橋本駅、相模大野駅、相模原駅の周辺 
相模原市はベッドタウン的要素が強く、小規模な都心が複数存在する。なお、中心市街地法では橋本駅周辺と相模大野駅周辺が都市核と認定され、神奈川県の地域計画では橋本駅周辺が広域拠点とされている。

## 京阪神大都市圏
近畿圏は、主に大阪市、京都市、神戸市を中心に京阪神大都市圏（近畿大都市圏とも呼ぶ）を形成しており、一般的にはその範囲は関西2府4県（大阪府・京都府・兵庫県・奈良県・滋賀県・和歌山県）に及ぶ（三重県の伊賀地方を含めることもある）。日本で二番目に大きな都市圏であり、西日本の中心的地域でもある。また、世界有数の都市圏でもあり、人口規模はロサンゼルスに匹敵する。その中でも、特に大阪・神戸に中心業務機能が集中し、近畿圏（関西地方）におけるビジネスセンターとなっている。また、大阪市の都心部は、大阪都心6区と呼ばれる。これらは中世からの伝統的な都心である船場地区に加え、古代(4世紀〜)に大阪の都心であった上町地区、また江戸時代に開発された下船場、中之島、堂島、島之内などを包括している。また京都では上京区・中京区・下京区・東山区を都心4区と呼ぶ。

### 圏内の政令指定都市
首都圏における東京の地位と比べ、近畿大都市圏における大阪への企業本社の集積は圧倒的ではなく、またかつての首都であったなどの歴史的な経緯から京都市や、港湾都市である神戸市に本社を置く企業も多い。首都圏の東京の周辺都市とは異なり、京都市及び神戸市ともに昼夜間人口比率は100を上回っており、それぞれ都市圏が設定されている。しかし京都では、任天堂や京セラなど多くの地元有力企業の本社が四条烏丸などの中心業務地区ではなく郊外に分散し、神戸は、山と海に挟まれた地形のため都心の土地が狭く、旧来の都心地区（三宮・元町）以外のポートアイランドなどの埋立地などへ業務地集積が進んでいる。
堺市は、大阪市の都市化の膨張に呑み込まれる形で発展したため、自ら都市の中心を持たない拠点性のない衛星都市（ベッドタウン）型の街として今日に至っている。戦前戦後を通じ、周辺部の農村を合併し市域を拡張したが、大阪市への依存度が大きく、結果的に市域内に拠点性を持たないまま都市化が進んでしまった。

### 大阪市および大阪都市圏
大阪市および大阪都市圏の都心部は平地で格子状の道路が整備され、地下鉄各路線が縦横に走っている。都心は下町と工業地帯で周囲が囲まれ、その外側に山の手や郊外住宅地が広がる都市構造を持ち、都心とホワイトカラー住宅地（ベッドタウン）が隔絶されている。「大阪都心6区」も参照。

#### 大阪の都心部
- 中心業務地区：梅田、堂島・中之島、船場（淀屋橋、肥後橋、北浜、本町、西本町）、天満橋、谷町
- 周辺業務地区：心斎橋、難波、野田・福島、阿波座・西長堀、天王寺・阿倍野、十三、新大阪、南森町、京橋、日本橋
- 繁華街：キタ（梅田）、ミナミ（心斎橋・難波・道頓堀・千日前）、天王寺・阿倍野、京橋、新世界
- 歓楽街：北新地（キタ）、十三、京橋

大阪都心6区
- 北区
- 中央区
- 西区
- 天王寺区
- 浪速区
- 福島区

大阪市の都心部は、現在は御堂筋及び地下鉄御堂筋線を背骨として大阪環状線内（西側は新なにわ筋まで）に面的に広がる。旧来の都心部は堺筋を中心として堂島川以南・道頓堀川以北・東西はそれぞれ横堀川に囲まれたエリアであったが、大正期に第七代大阪市長・関一によって御堂筋の拡幅や地下鉄御堂筋線の整備がなされ、戦後復興期の梅田エリアの整備（闇市を整理し再開発ビル＜大阪駅前第一～第四ビル＞の建設）もあり、御堂筋を中心として北は梅田まで、南は難波までの地域を中心として形成されるようになった。在阪大手私鉄の主要幹線は実質的な延長路線を含めて考えると全ての路線が御堂筋線と接続しており、それぞれターミナルを形成している。大阪では梅田を中心としたキタと難波・心斎橋を中心としたミナミが2大繁華街に位置付けられており、特にミナミは心斎橋・難波・道頓堀・千日前などが広域的かつ一体的な巨大な繁華街を形成している。キタ・ミナミ以外にも天王寺・阿倍野や新世界といった繁華街を持つ。
関西圏では神戸市や京都市には大阪市に通勤通学する者も多くいるが両都市に本社を持つ企業も多い。東京圏のさいたま市・千葉市・横浜市などと異なり、両市はそれぞれの神戸都市圏と京都都市圏を形成し、昼間人口比率も100を越えている。そのため、京阪神の三都それぞれの都心部を結ぶJRや私鉄線が乗り入れる梅田や淀屋橋の駅前にオフィス需要が大きく、特に梅田は大規模再開発により伝統的なオフィス街・中心業務地区（CBD）である淀屋橋・中之島・船場を越える超高層ビル群を形成している。他にもOBP（大阪ビジネスパーク）に超高層ビル街が見られる。また、大阪市・神戸市・京都市はJR西日本及び関西私鉄各社の鉄道網で結ばれている。
また、地下鉄御堂筋線と高速道路のような高架道路の新御堂筋（国道423号線）をインフラとした新大阪・江坂・千里中央でも業務機能が集中し、副都心としての再開発が進んでいる。

#### 大阪の副都心
大阪市の場合は都心と副都心をはっきり区別するということが一般的でないものの、高校地理では、都心は梅田・堂島・中之島・淀屋橋・本町・心斎橋・難波（なんば）・堀江、副都心は京橋・OBPと天王寺・新大阪・福島としている。その他、副都心と定義されて列挙されることが多い箇所は以下の通り。なお、梅田も副都心とみなす場合がある。
市内から大阪市外の地点へは、大阪メトロ、北急、近鉄などで結ばれている。
大阪市内
- 京橋・大阪ビジネスパーク (OBP)
- 天王寺・阿倍野
- 新大阪
- 福島

大阪市外
- 中百舌鳥（堺市）
- 江坂（吹田市）
- 千里中央（豊中市）
- 荒本･布施（東大阪市）

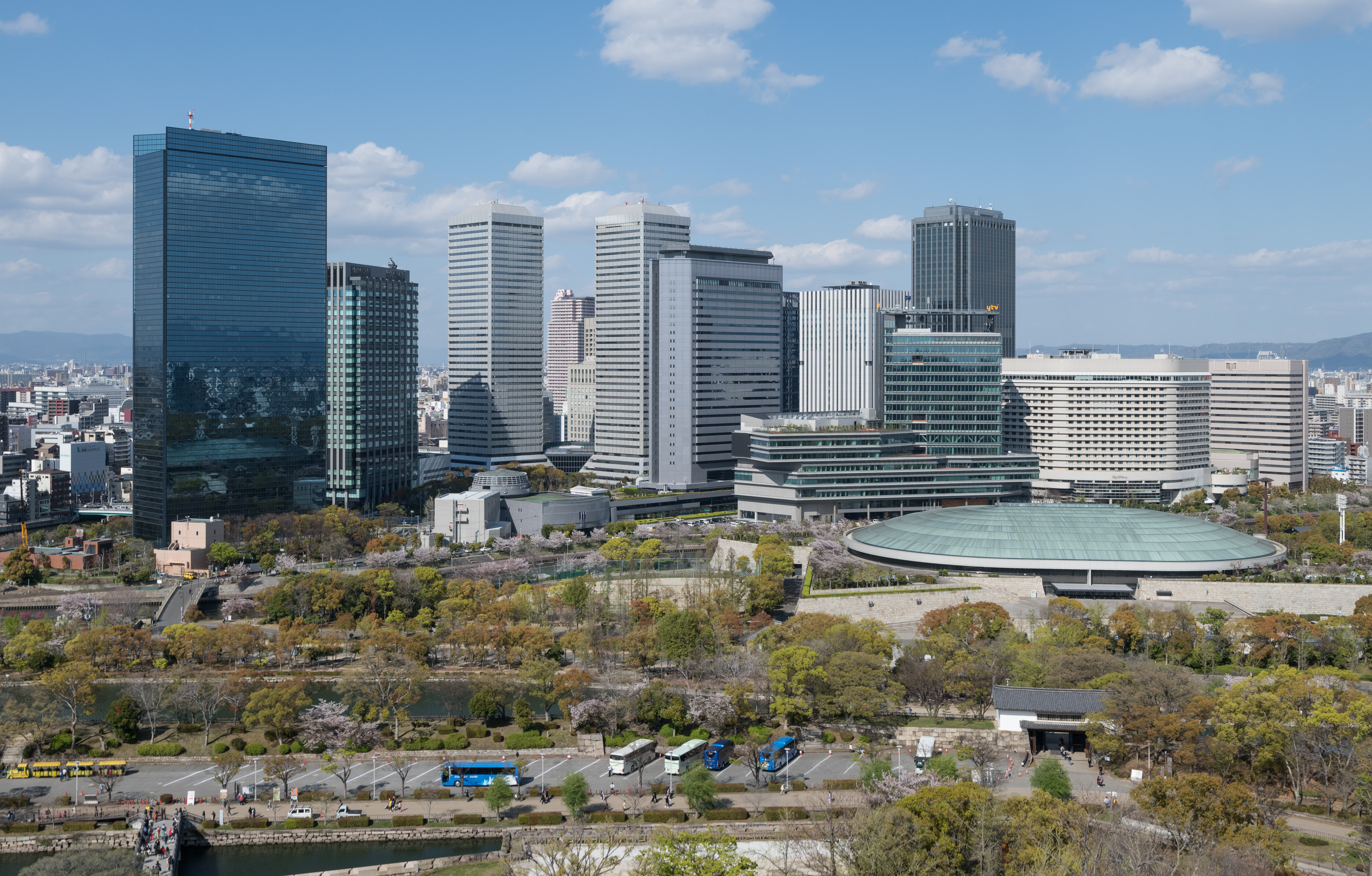
大阪ビジネスパーク（OBP）
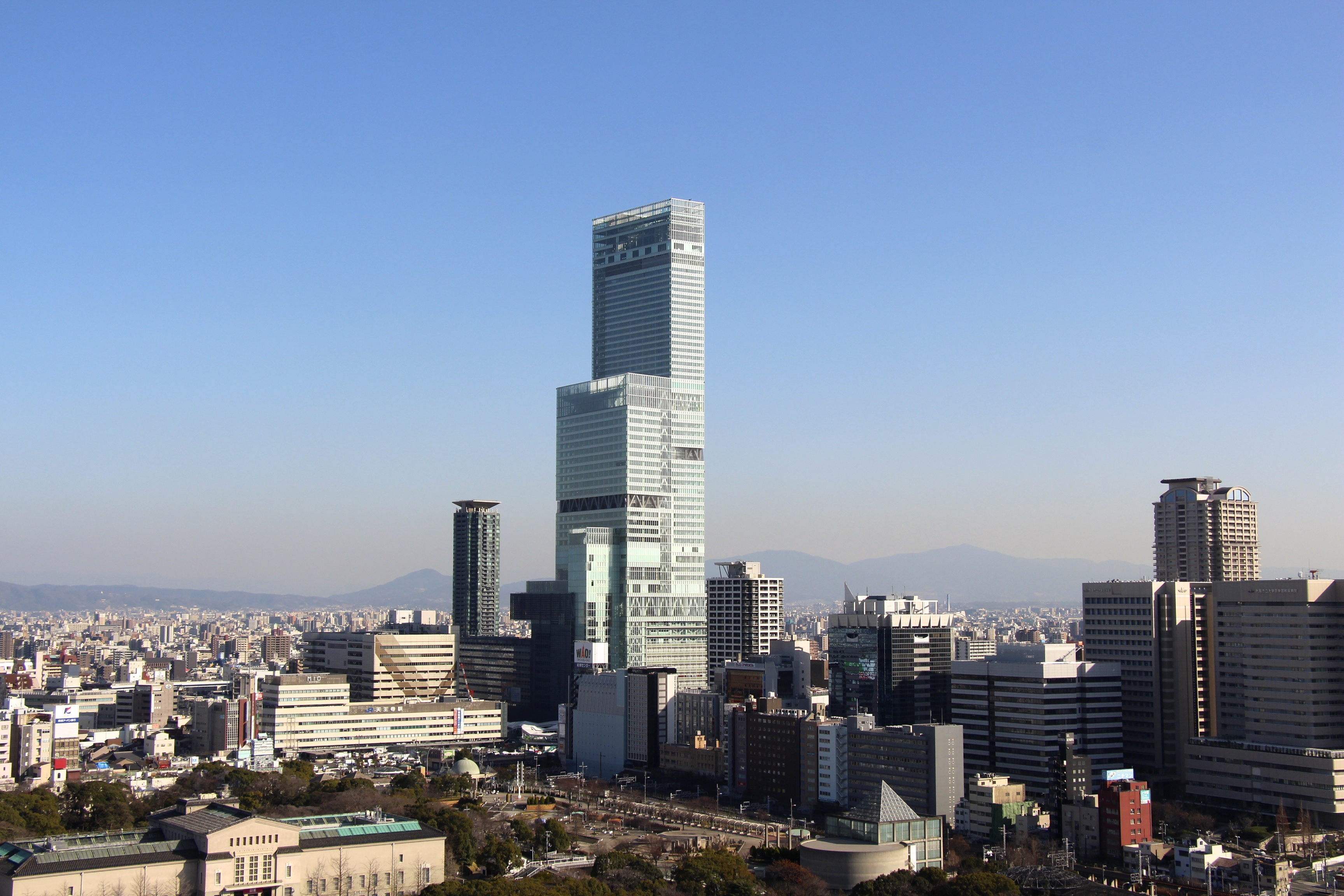
天王寺・阿倍野（あべのハルカス）
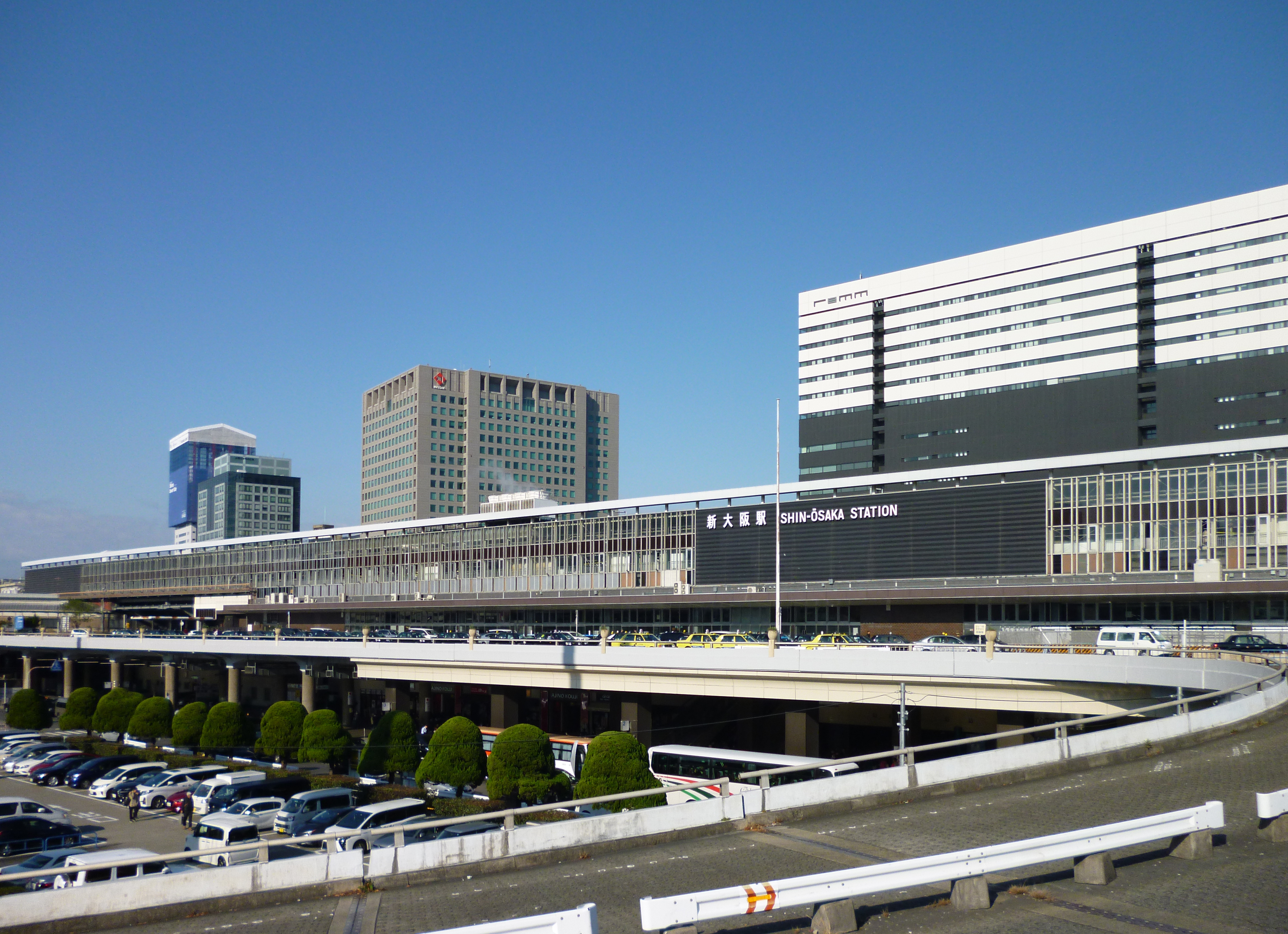
新大阪
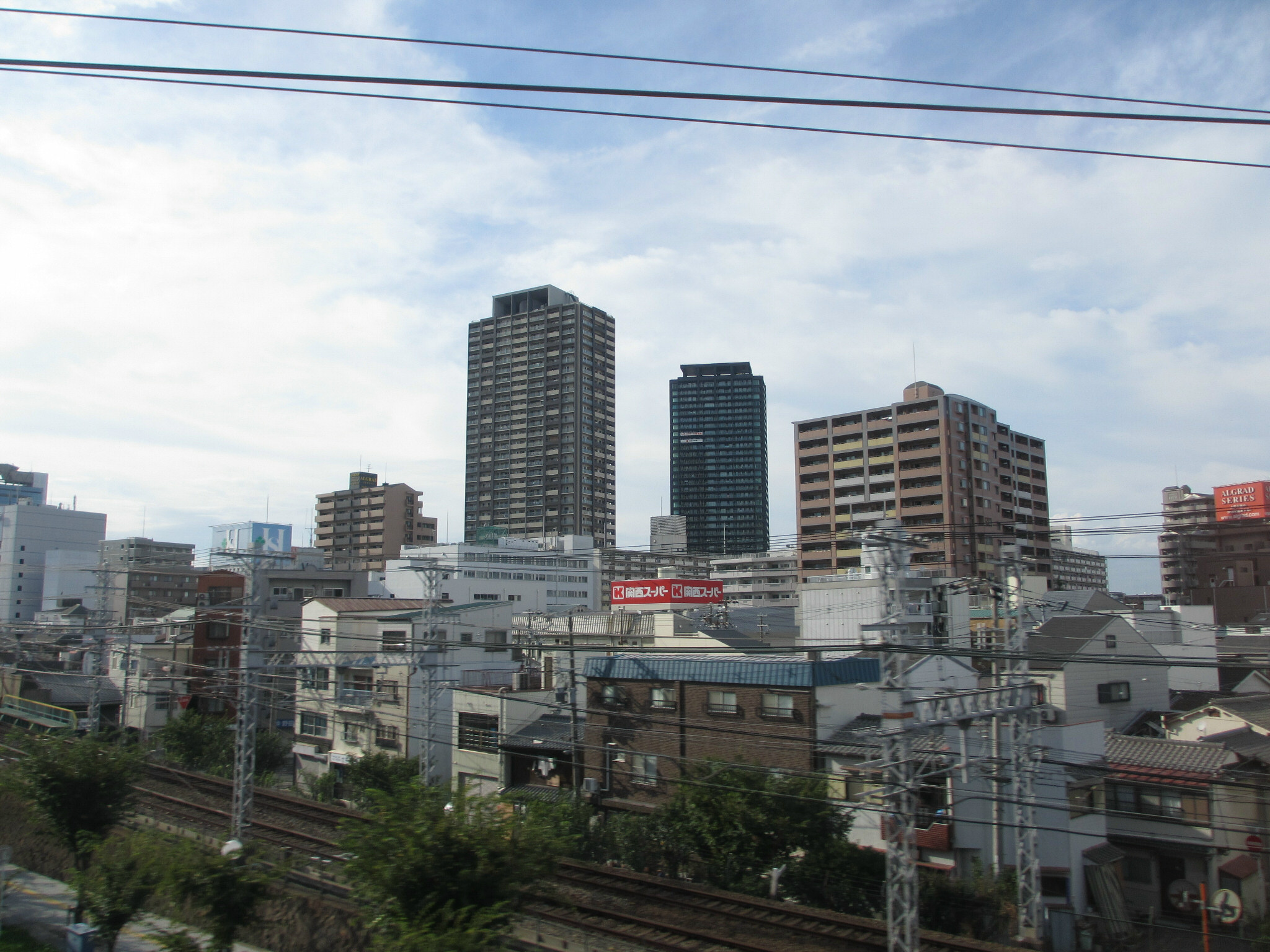
福島

### 京都市および京都都市圏
京都府の都市計画区域マスタープランでは、都心は四条烏丸を囲む幹線道路（河原町通、五条通、堀川通、御池通）の地域周辺を指し、京都市の立地適正化計画では、歴史的都心地区、京都駅周辺、二条・丹波口・梅小路周辺の3つの広域拠点を都心と呼ぶ。四条河原町と四条烏丸は隣接しており、四条河原町は繁華街、四条烏丸はビジネス街としての性格が強い。
上京区・中京区・下京区・東山区を都心とすることもある。
京都の都心
- 中心業務地区：四条（四条烏丸・四条河原町）、御池通（烏丸御池、河原町御池）、京都駅周辺
- 周辺業務地区：三条、二条、丹波口、梅小路
- 繁華街：寺町（寺町通・裏寺町通・寺之内）、四条（四条河原町・四条烏丸）、三条京阪、京都駅周辺
- 歓楽街：祇園、先斗町
- 洛中 - 上京・中京・下京の各区界隈の呼び方。ただし、中京区西部（朱雀地区）・下京区西部（七条地区）は含まれないことも多い。

### 神戸市および神戸都市圏

#### 神戸の都心
- 中心業務地区 : 三宮、元町
- 繁華街：三宮、元町、南京町
- 歓楽街：福原、新開地

#### 神戸の副都心
- 六甲道駅周辺
- 新長田駅周辺
- 新開地周辺
- ポートアイランド
- 岡場駅周辺
- 西神中央駅周辺

#### 神戸の新都心
- 東部新都心（HAT神戸）
- 西部新都心（神戸駅周辺）

### 堺市
立地適正化計画未作成（都心不確定）
都心
- 中心業務地区 : 堺駅・堺東駅周辺

新都心
- 中百舌鳥駅周辺

副次拠点

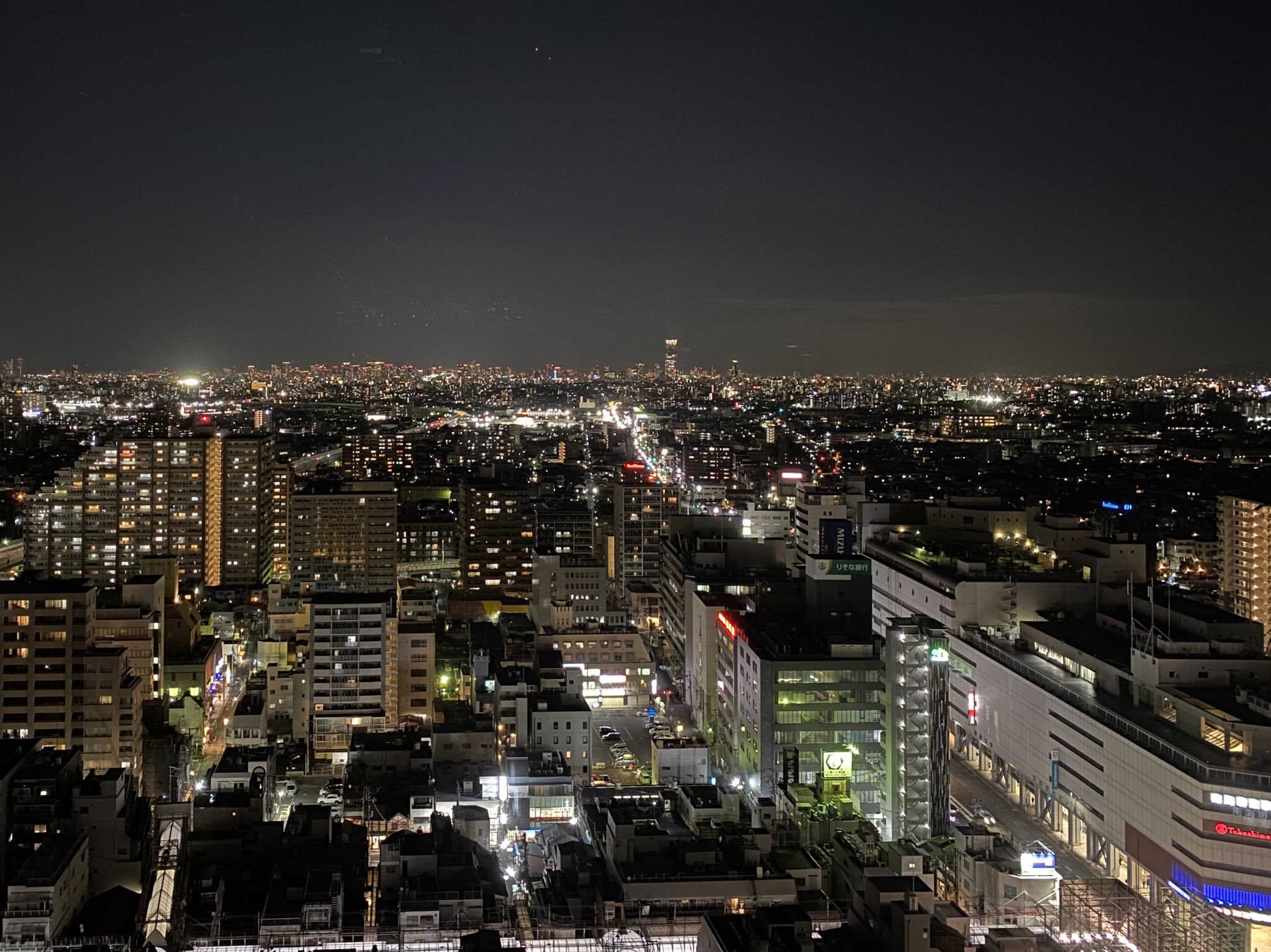
堺市･堺東

- 主な副次拠点：新金岡駅周辺、中百舌鳥駅周辺、泉ヶ丘駅周辺

## 中京大都市圏
中京圏は、名古屋市を中心とした都市圏（名古屋都市圏）が形成されており、その範囲は東海地方（東海3県）である愛知県全域、岐阜県南部、三重県北部に及ぶ日本で3番目に大きな都市圏である。また世界有数の都市圏人口を有するメガシティでもあり、フランスのパリやイギリスのロンドンなどの世界都市に匹敵する都市圏人口を有する。中でも中枢となる名古屋市は、中部地方・中日本の政治・経済・文化・交通の中心都市でもある。

自動車・航空宇宙・鉄道・工作機械・電子機器などの多岐にわたる産業集積が国内で最も高い地域であり、名古屋市以外にも豊田市や四日市市、刈谷市など日本最大の工業地帯である中京工業地帯の工業都市が圏内に無数点在する。
そのため、周辺の衛星都市や幹線道路沿いなどにも業務集中地区が存在するが、中京大都市圏全体での商業は名古屋市への一極集中傾向が強い。

日本の貿易黒字の大部分を稼ぎ出す地域でもあるため、グレーター・ナゴヤ・イニシアティブ（GNI）などの先進的な経済活動が国内のみならず世界へ向けて行われている。

### 名古屋市
- 都市空間将来構想
- なごや集約連携型魅力ある名古屋ライフスタイルを育む大都市の形成のために

名古屋市の都心は栄･名駅･伏見一帯であり、東京、大阪に次ぐ規模である。都心は平地にあり、道路は整然として幅員が広く、鉄道・高速道路・一般道ともによく整備されている。地下鉄などの公共交通機関もよく発達していたため、都心の一極的な高度利用への投資よりも、周辺業務地区が際限なく広がる傾向が強い。近年では、中部国際空港（セントレア）へのアクセスも良く、国家プロジェクトであるリニア中央新幹線が建設されるなど、鉄道の一大拠点である名古屋駅周辺（名駅）に業務集積が進んでいるほか百貨店など商業施設も充実してきている。1999年のJRセントラルタワーズ開業を契機に近年の再開発により日本屈指の超高層ビル街にまで発展している。2005年の愛・地球博に合わせて交通網が格段に発達し、モータリゼーションが発達した周辺都市では商業機能がロードサイド化し、中部地方最大の商都である名古屋市への物販の集積が著しい。繁華街である栄エリアにはブランド直営路面店が軒を連ね、名駅エリアの高級デパートも拡充している。

#### 都心
- 中心業務地区 : 栄・名駅・伏見・丸の内
- 周辺業務地区 : 三の丸・大須
- 繁華街 : 栄・名駅・大須
- 歓楽街 : 錦・女子大小路・住吉町
- 大規模再開発地区 : ささしまライブ24

#### 副都心
- 金山

金山は、東海旅客鉄道・名古屋鉄道・名古屋市交通局の3社の駅を統合的に整備した金山総合駅が、1989年（平成1年）に供用開始されて以降急速に開発の進んだエリアで、1999年（平成11年）に金山南ビルが、2005年（平成17年）にアスナル金山が開業した。国際化が進展する中で、海外との玄関口である中部国際空港（セントレア）と、2034年（令和16年）以降に、開業を迎えるリニア中央新幹線の東京との玄関口となる名古屋駅とを結ぶこれからの人の動線軸上にも位置しており、この2つの軸のクロスポイントとなっている金山の位置づけは、今後、より高まり、都市機能の集積など新たな役割を果たすことが期待できる。
- 金山

広域拠点
- 東部：千種・今池
- 西部：八田・高畑
- 南部：築地・金城ふ頭
- 北部：大曽根

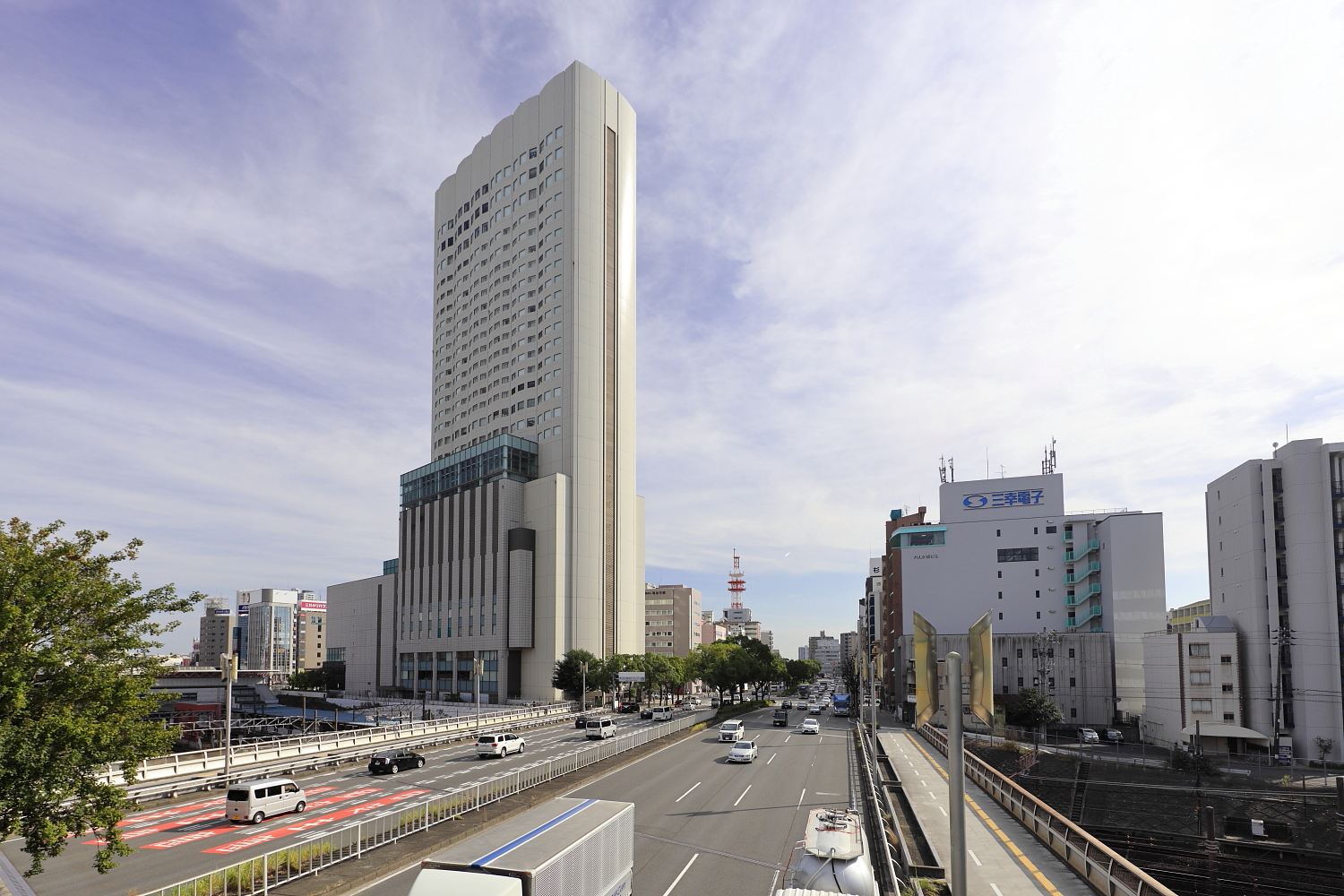
金山

今池は、古くから音楽や映画などのサブカルチャーの中心として発展した。今でも芸能関係の施設が点在する。また、台湾ラーメンの元祖とされる味仙や、その他多くの中華料理店、個性的なラーメン店やカフェやファストフード店、良心的な価格で飲める居酒屋、気軽に入れる寿司店など、名古屋市屈指の大衆グルメの街でもある。八田は、東海旅客鉄道・近畿日本鉄道・名古屋市交通局の3社が乗り入れている八田駅が所在する。かつてより八田総合駅の構想があり、踏切の撤去、道路の拡幅、駅前の整備など開発が進んだが、金山総合駅に比べると規模は小さい。金城ふ頭は、1963年（昭和38年）に埋め立てが開始された島式埠頭で、名古屋港の中央に立地する。大型船舶が接岸する名古屋市最大の商港である。商港として運用されているだけでなく、人々の交流する拠点としての開発も進められており、2017年（平成29年）にレゴランド・ジャパンが、2011年（平成23年）には、リニア・鉄道館が開館するなど、今後の発展が期待できる。大曽根は、名古屋市の主要な商店街の一つで、かつては大須商店街、円頓寺商店街と並び名古屋三大商店街と称された。そのため、1963年（昭和38年）の土地区画整理事業都市計画により名古屋市主導の再開発の計画が進むことになる。その後、名古屋市計画局の主導により商店街分断・また各店舗の移転交渉などが行われ組合員の件数が激減。2001年（平成13年）には大曽根土地区画整理事業をすべて完了するという名古屋市との約束により、1997年（平成9年）にアーケードをすべて撤去した。しかし、実際は賑やかになるどころか、アーケードを撤去したことにより人の流れは絶たれ、更には商店街を分断するように市道赤萩町線が建設され、市の無計画な開発によって商店街はもぬけの殻となった。それでも、名古屋市の主要なターミナル駅なことには変わりなくベッドタウンとしてマンションの開発は進んでいて、新たな人の流れが期待できる。

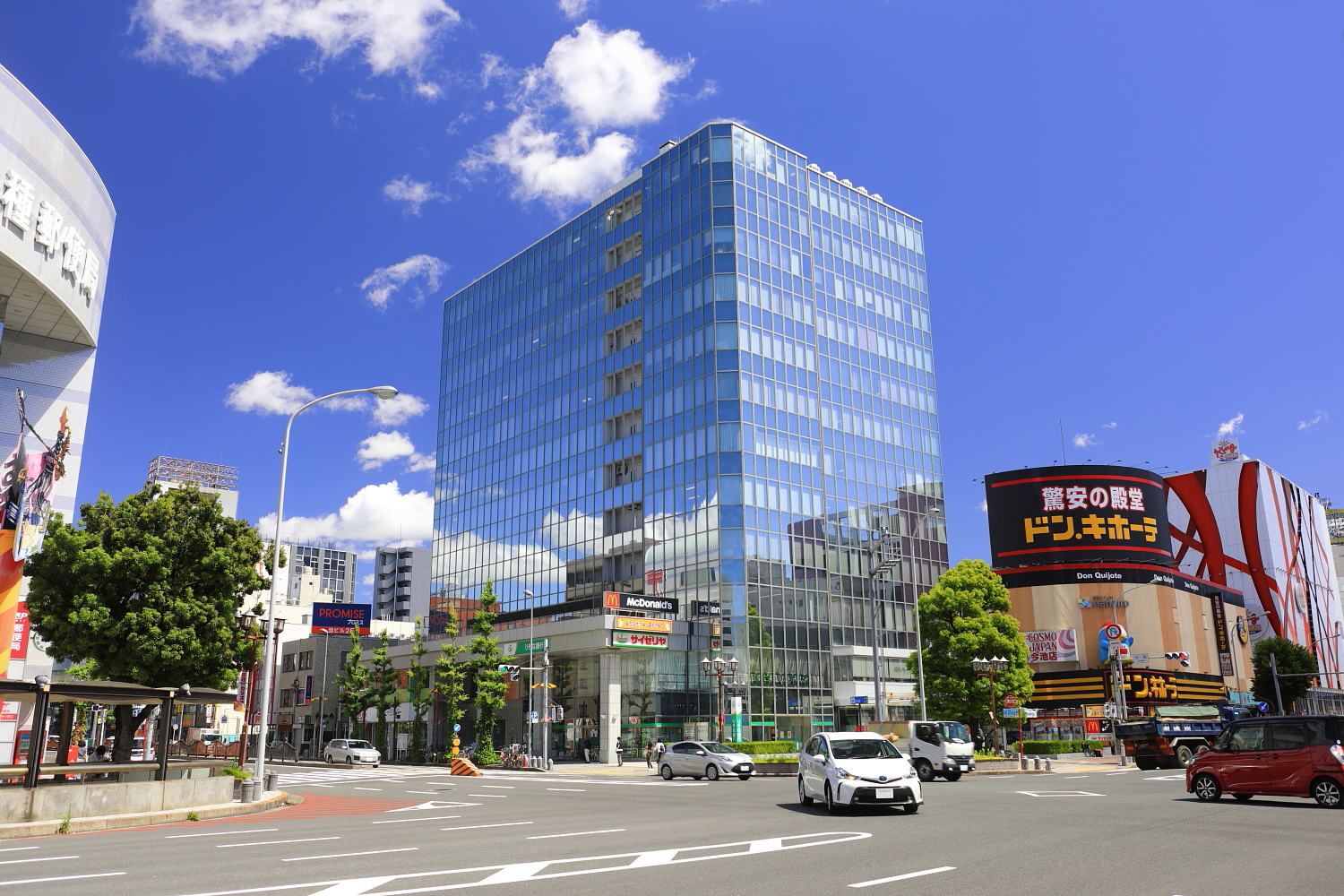
今池
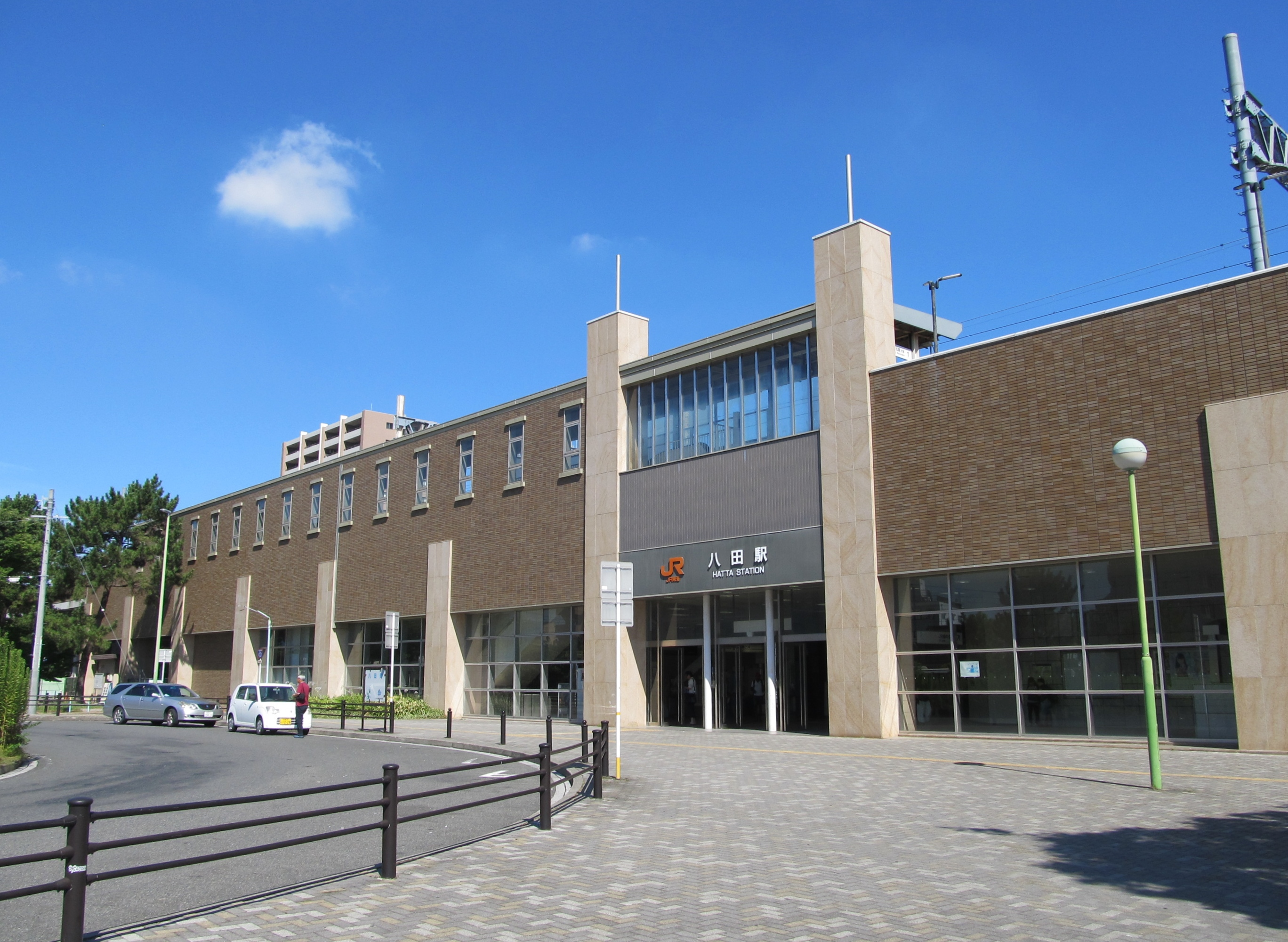
八田
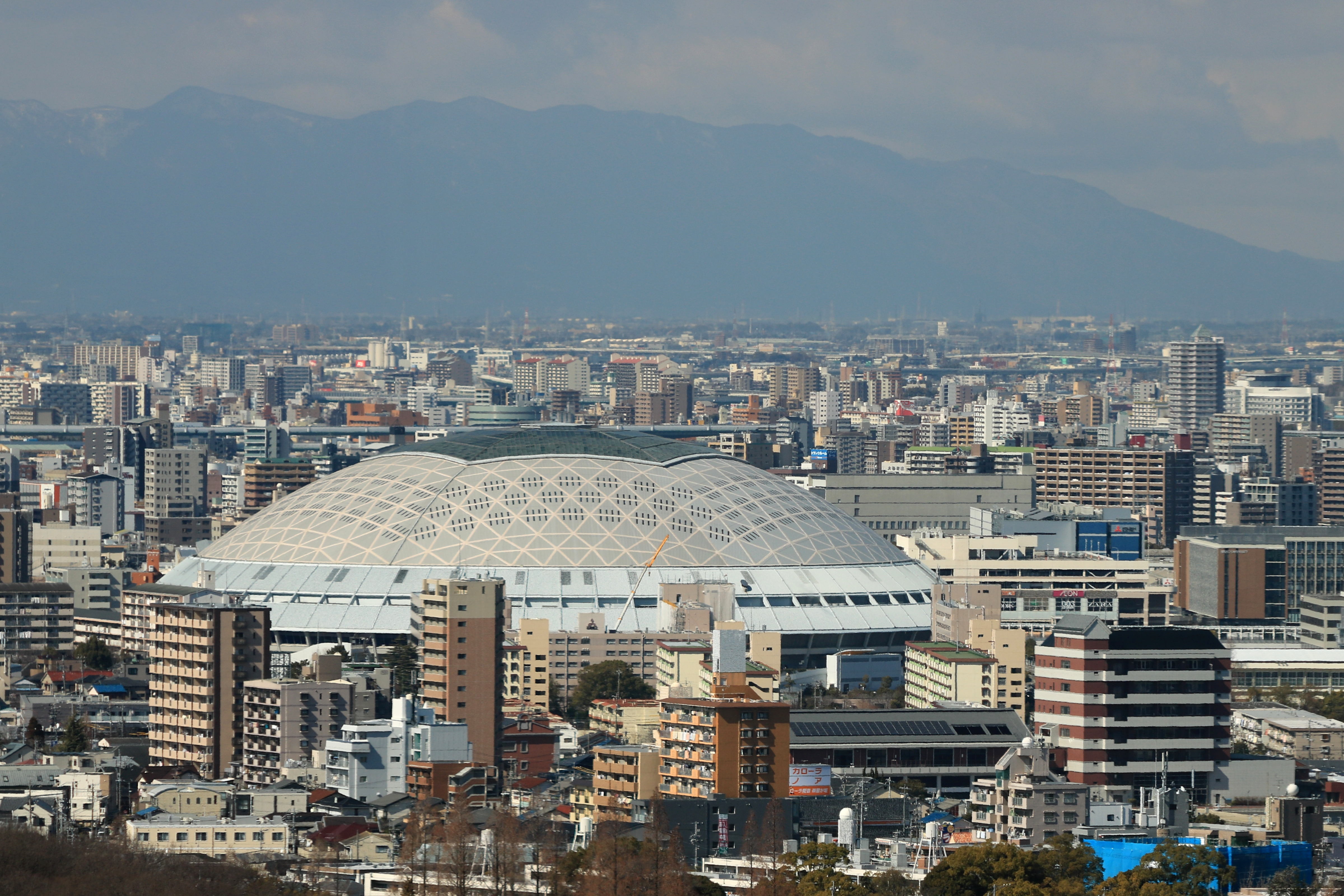
大曽根
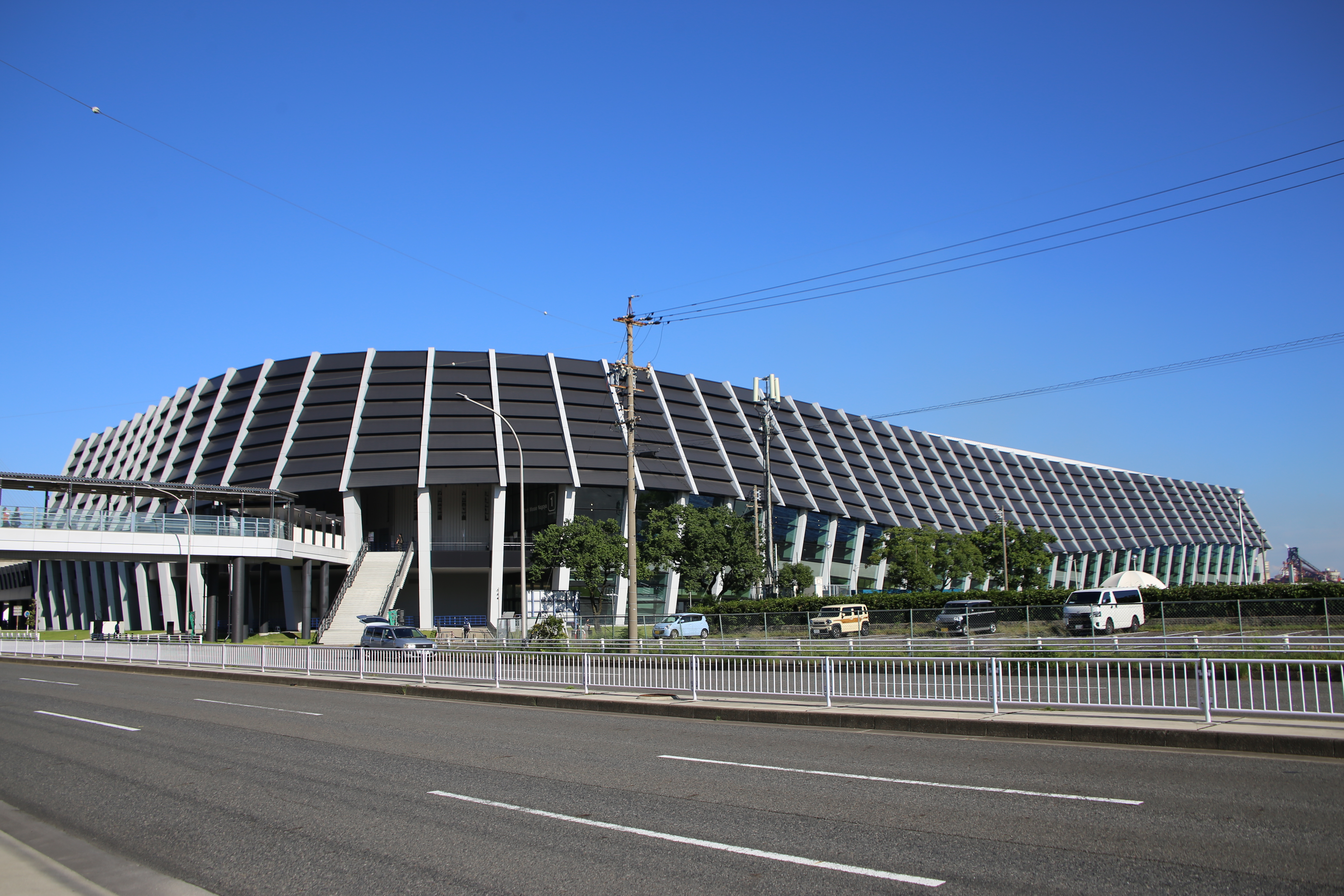
金城ふ頭

拠点市街地
- 東部：本山・星ヶ丘・藤が丘
- 西部：上小田井
- 南部：神宮前・新瑞橋・八事
- 北部：黒川

- 星ヶ丘
- 上小田井
- 新瑞橋
- 黒川

## 地方中枢都市圏
地方中枢都市圏の都心部では都市計画法に基づき、三大都市圏と同様にオフィスに加え中心駅やその都市を代表する繁華街（商店街や商業施設）、歓楽街（飲食店街）、宿泊施設、観光スポットなどが連なっている。ただし、かつて都心にあった卸売企業に関しては、トラックによる都心の交通渋滞が問題になった高度経済成長期に、流通地区を郊外に新設して移転させている都市もある。近年は都心回帰により、マンション建設も活発である。
地方中枢都市圏は地場企業に加え、それぞれの地方全体を管轄する支店・支社も進出しているため「支店経済都市」とも呼ばれて来たが、近年では地方から三大都市圏へ支店を出す企業や、災害対策の一環として本社機能を地方に分散する動きも増えている。本社との交通の利便性が高い地区、すなわち中心駅（3都市とも空港連絡鉄道が発着する）に近い都心のオフィス需要が高く、オフィス用の貸室が多く供給されている。しかし、市域内のバランスのとれた発展や、バブル景気期前後には地価暴騰の抑制を目的とし、市当局が都心から離れた地区に副都心を複数設定し、それぞれ大区画の土地を供給した。しかし、ほとんどの副都心では大区画でも採算性のあるショッピングモールや複合商業施設、マンション、病院、スポーツ施設などによって占められ、札幌や福岡では大型ホテルの進出も見られるものの、業務機能の集中が出来た例はまれである。基本的には営業所需要、すなわち中小規模ビル需要がほとんどで、東京・名古屋・大阪の副都心とは異なりかなり小規模である。ただし福岡市では、福岡空港の制限表面により高層ビルが建てられない都心に対し、同空港から離れた副都心では高層化が可能であるため、シーサイドももちや千早ではMタワーやTNC放送会館などの業務用大型ビルも見られ、札幌市に置いてはホクノー新札幌ビルや現在建て替え中のドーコンビルなど、地場企業の自社ビルも存在している。

地方中枢都市のスカイライン
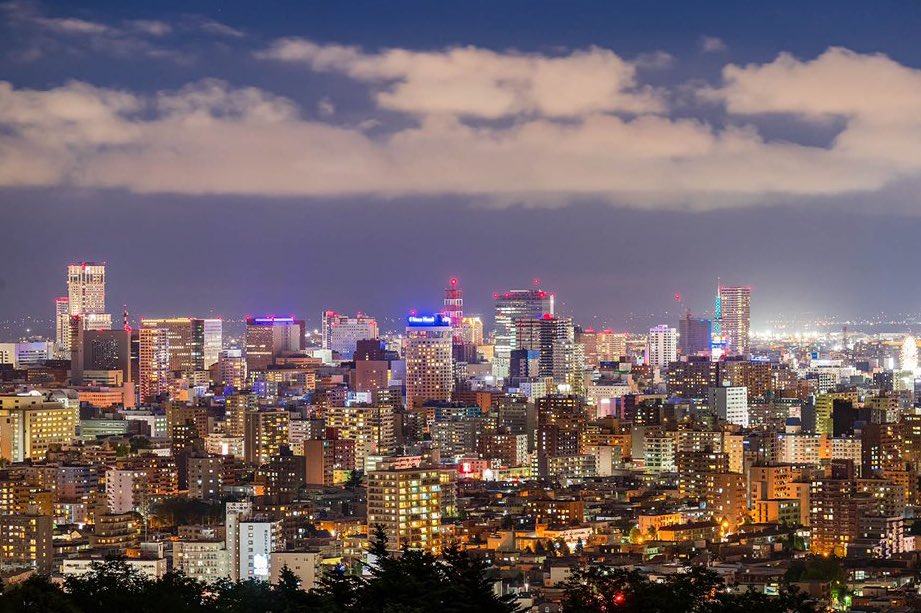
北海道 石狩振興局 札幌市
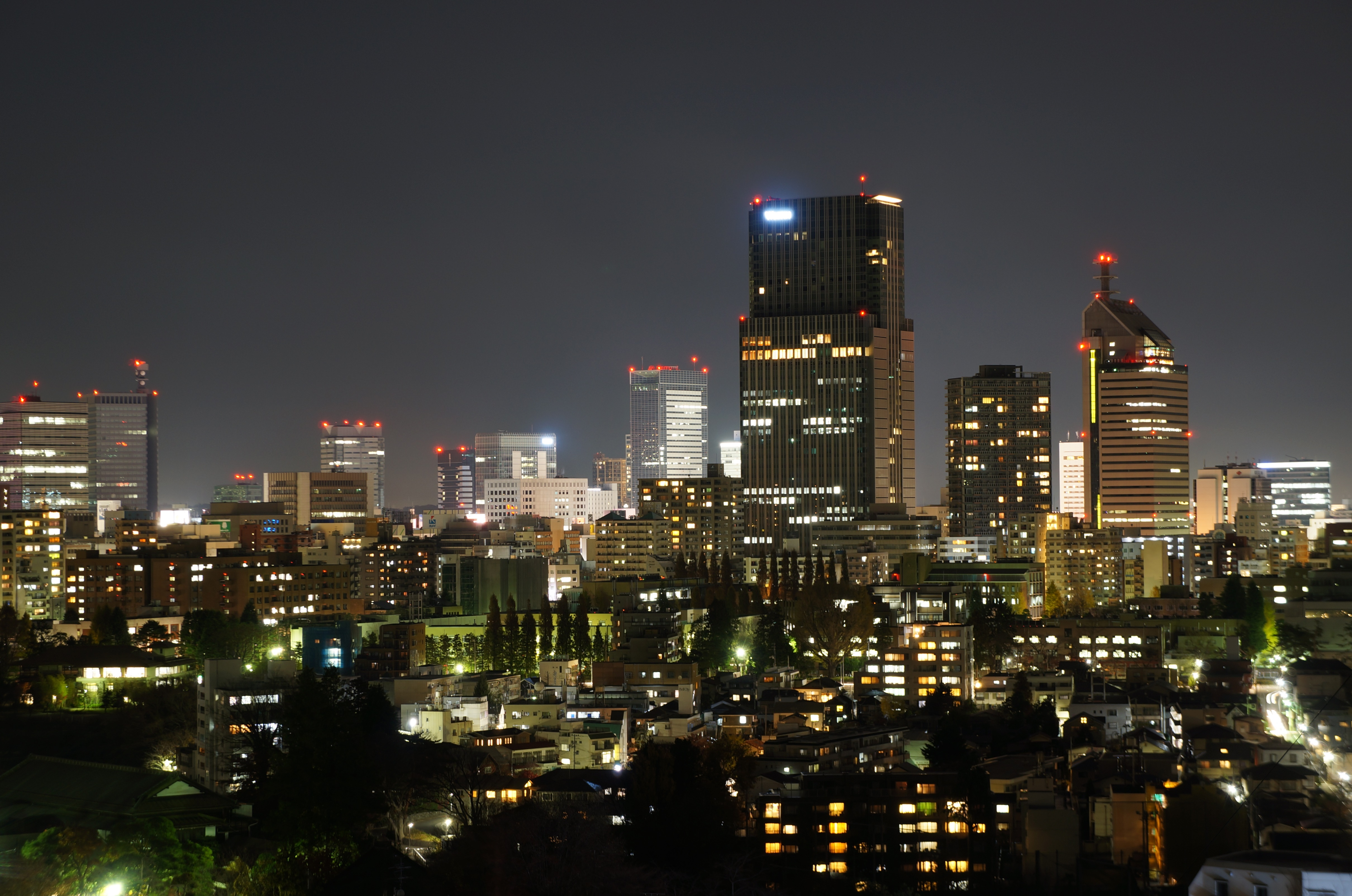
東北地方 宮城県 仙台市
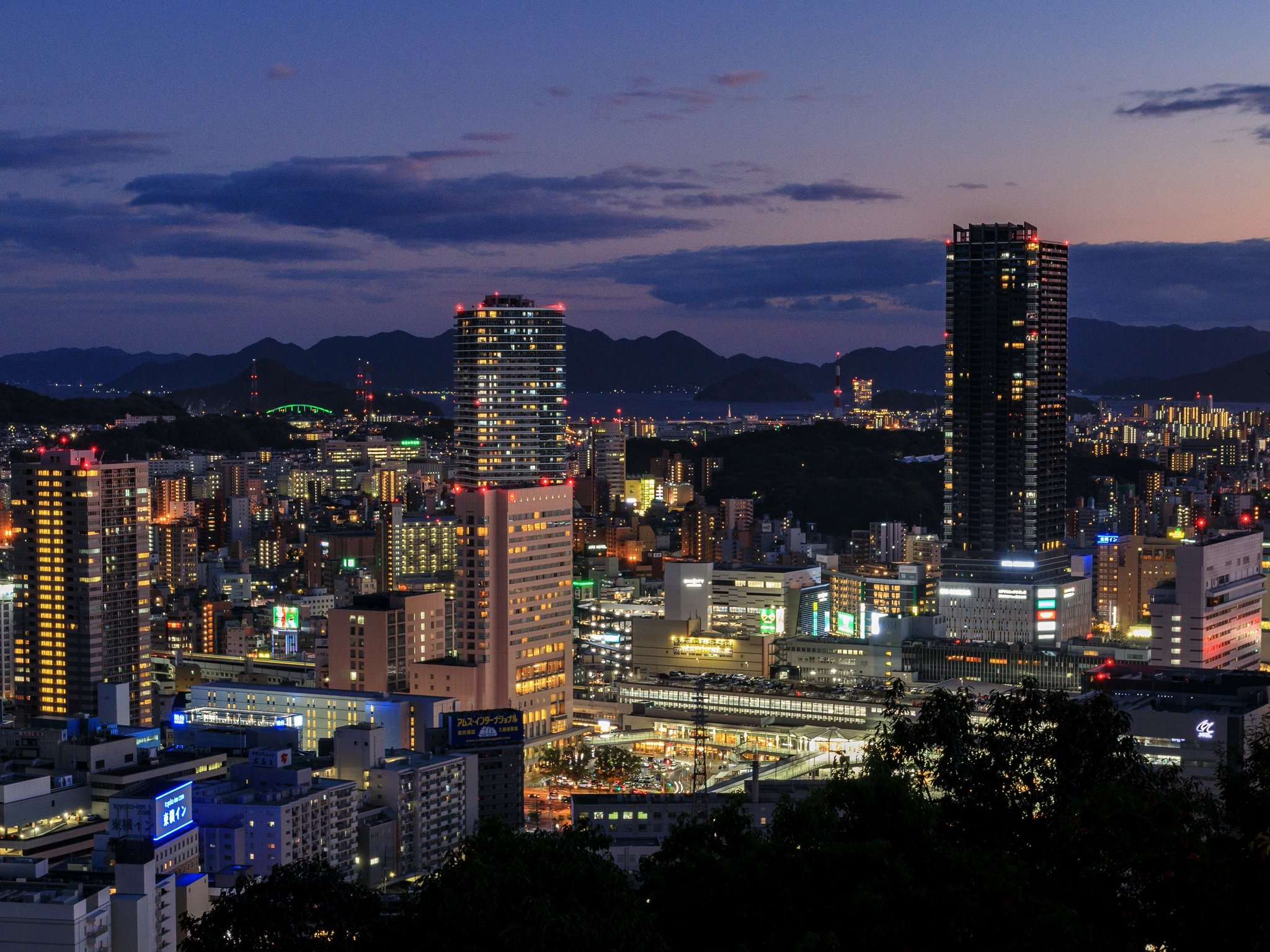
中国地方 広島県 広島市
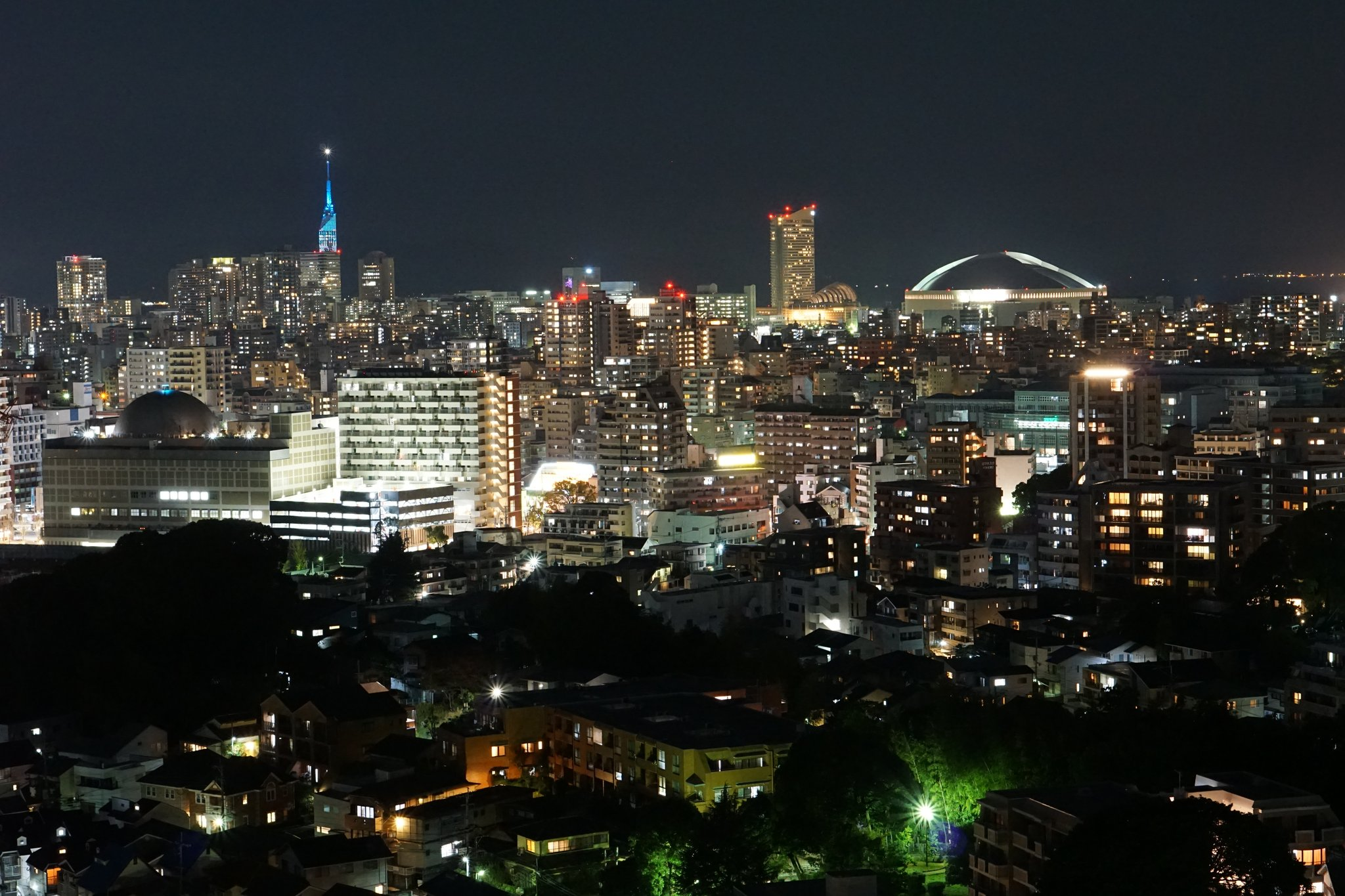
九州地方 福岡県 福岡市

一方、工業が発展している広島都市圏や北九州都市圏では、工場敷地内にオフィスが設けられたり、その周囲に関連会社が集中したりする例が多く、人口規模や都市内GDPに比べて都心部のオフィス需要はさほど大きくならない（両都市とも空港連絡鉄道はない）。そのため、都心部は小規模になる。副都心は形成されないか、若しくは商業（物販・サービス）のみの集積地となる。
| 市       | 80ｍ以上 業務ビル | 都心内の鉄道・軌道駅数 | 都心内の鉄道・軌道駅数 | 都心内の鉄道・軌道駅数 | 都心内の鉄道・軌道駅数 | 都心内の鉄道・軌道駅数 | 都心内の鉄道・軌道駅数 | 都心内二次交通事業 | 都心内二次交通事業    | （都心を含む） 観光循環バス       |
| 市       | 棟 数             | 地 上 駅               | 地 下 駅               | モノ レー ル駅         | 電 停                  | 新幹 線駅              | 空港 連絡 鉄道         | 100円バス          | コミュニティ サイクル | （都心を含む） 観光循環バス       |
| -------- | ----------------- | ---------------------- | ---------------------- | ---------------------- | ---------------------- | ---------------------- | ---------------------- | ------------------ | --------------------- | --------------------------------- |
| 札幌市   | 18                | 2                      | 10                     | －                     | 7                      | －                     | エアポート             | 都心内100円バス    | ポロクル              | さっぽろうぉーく さっぽろ散策バス |
| 仙台市   | 17                | 1                      | 10                     | －                     | －                     | 仙台駅                 | 仙台空港 アクセス線    | （120円パッ区）    | DATE BIKE             | るーぷる仙台                      |
| 広島市   | 20                | 1                      | 02                     | －                     | 16                     | 広島駅                 | －                     | －                 | ぴーすくる            | めいぷる〜ぷ めいぷるスカイ       |
| 北九州市 | 2                 | 2                      | －                     | 4                      | －                     | 小倉駅                 | －                     | 100円バス          | シティバイク          | －                                |
| 福岡市   | 7                 | 3                      | 13                     | －                     | －                     | 博多駅                 | 地下鉄 空港線          | 福岡都心150円バス  | チャリチャリ          | 福岡オープントップバス            |

- 北九州市の一部の地区のみ中心市街地活性化基本計画の対象区域。[44]

### 札幌市
立地適正化計画公表済み

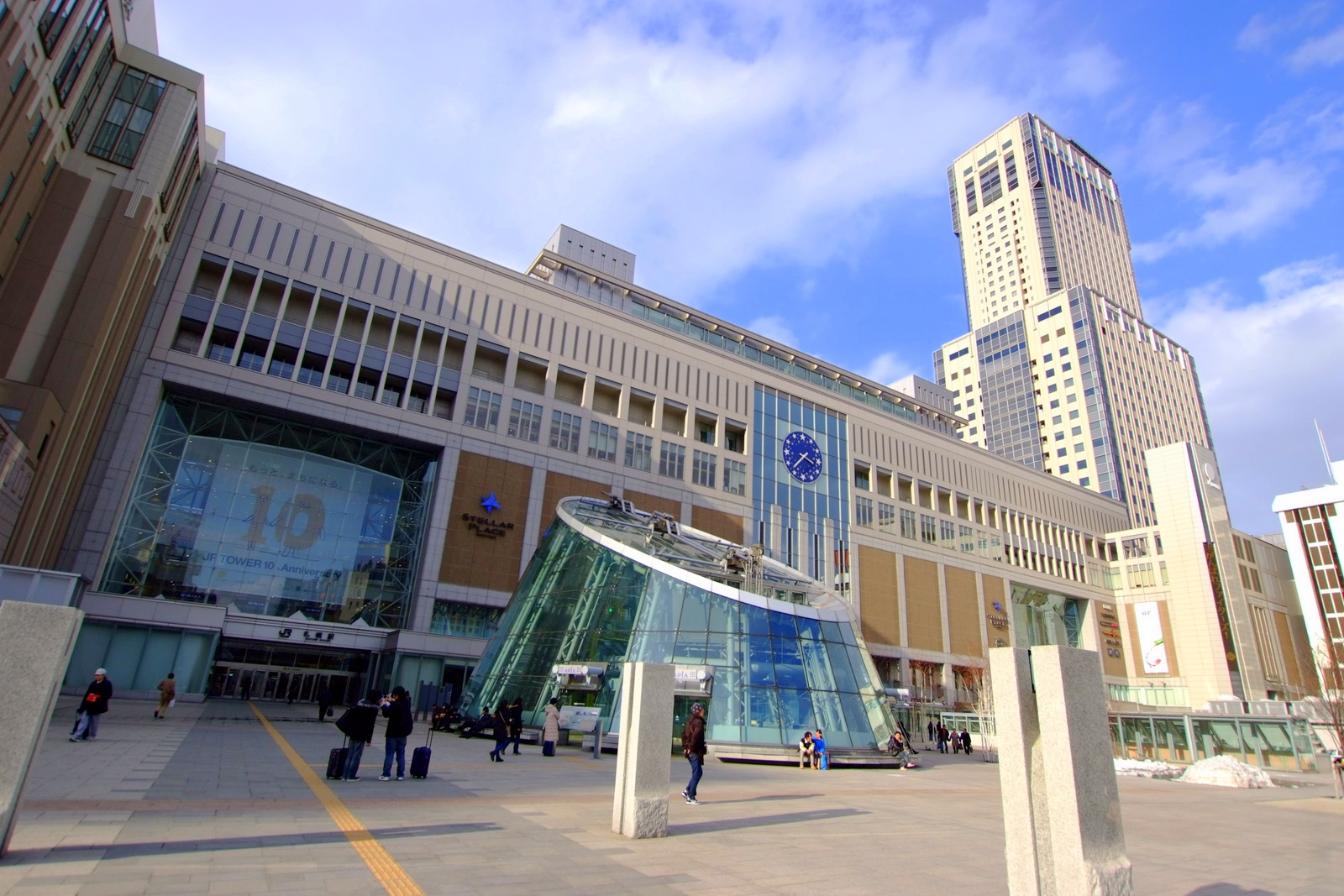
札幌駅

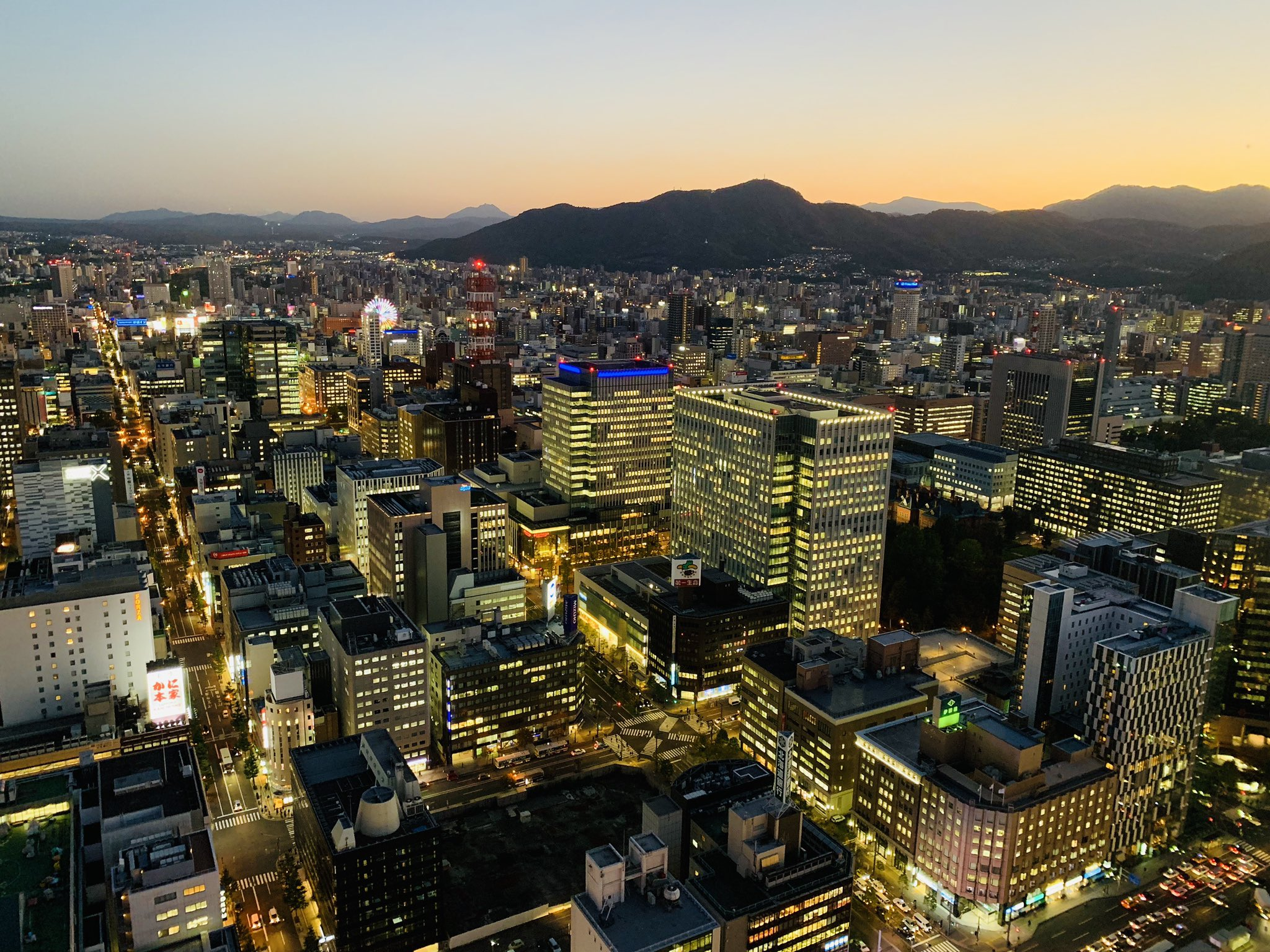
札幌市CBD

札幌市は、立地適正化計画に基づいた都市機能誘導区域（都心）を定義付けており、その面積は480haである。地域交流拠点の総面積は530haで都市機能誘導区域の合計面積は1010haにも上る。支店経済都市と言われる都市の中でも極めてその割合が低く、食糧生産量が豊富な北海道の特徴を生かして地場の飲食店企業がとても多くなっており、観光客を惹きつける要素になっている。市域全体にタウンシップ制をベースとする整然とした区画が施され、除雪した雪を一時的に置くための広い路肩を設定した大きな道路が縦横に走っているが、高速道路と都心を結ぶ幹線道路（国道5号線）では冬道の慢性的な渋滞が懸念され、都心アクセス道路（地域高規格道路）を建設中である。 都心は、地下鉄南北線、東豊線、東西線が交差する大通駅を中心に広がっている。地下鉄沿いや幹線道路沿いに業務地区が分散しており、地域拠点では空中歩廊が、都心では地下道が発達しているため地下直結のビルが多く建ち並んでいる。 近年では200m級の超高層ビルが都心に置いて3棟計画されている。
札幌駅は新千歳空港へと鉄道が直通し、道外の本社・支社との行き来が頻繁な大企業の需要がある。また道内主要都市とを結ぶ都市間バスが集約する札幌駅バスターミナルも立地し、道内にドミナンスがある企業の需要も高い。こうした背景から、高層オフィスビルのJRタワー（駅ビル）が建設されて成功をみており、他にも都心での高層オフィスビル建設が始まっている。なお、都心には札幌駅前以外にも都市間バスの発着する大型バスターミナルとして、大通公園の東端付近に札幌市交通局が大通バスセンター、北海道中央バスが札幌ターミナルを設置し、道内の鉄道インフラの弱さを補完している。
空港への快速電車が停まる新札幌副都心は、地元企業の本社の移転や空港利用者向け高層ホテルの進出がみられたが、近年再開発が進みI・G街区にて病院４棟、高層タワーマンション１棟、商業施設１棟、ホテル１棟、学校2校を建設中である。 市当局が地域中心核（琴似・大谷地など）と設定している地区との違いはそれほどない。
都心
- 中心業務地区[53]：札幌駅周辺地区、駅前通周辺地区、大通地区、すすきの地区、創成東地区、西11丁目駅周辺地区
- 周辺業務地区：札幌駅北口以北、桑園駅周辺、西18丁目駅周辺、円山公園駅周辺、豊平橋周辺など
- 繁華街：札幌駅周辺、札幌駅前通・札幌駅前通地下歩行空間、大通駅周辺、狸小路
- 歓楽街：すすきの[54]、豊水すすきの[55]

副都心
- 新札幌副都心（厚別副都心）

流通
- 大谷地流通業務地区

広域交流拠点（他都市生活圏）
- 手稲、麻生・新琴似、新札幌副都心

地域中心核
- 北24条、琴似、白石、大谷地、平岸、月寒、宮の沢、真駒内、栄町、澄川、篠路、清田、光星、福住 (札幌市)

※広域交流拠点は、地域中心核の機能も併せ持つ。

### 仙台市
立地適正化計画未作成（都心不確定）

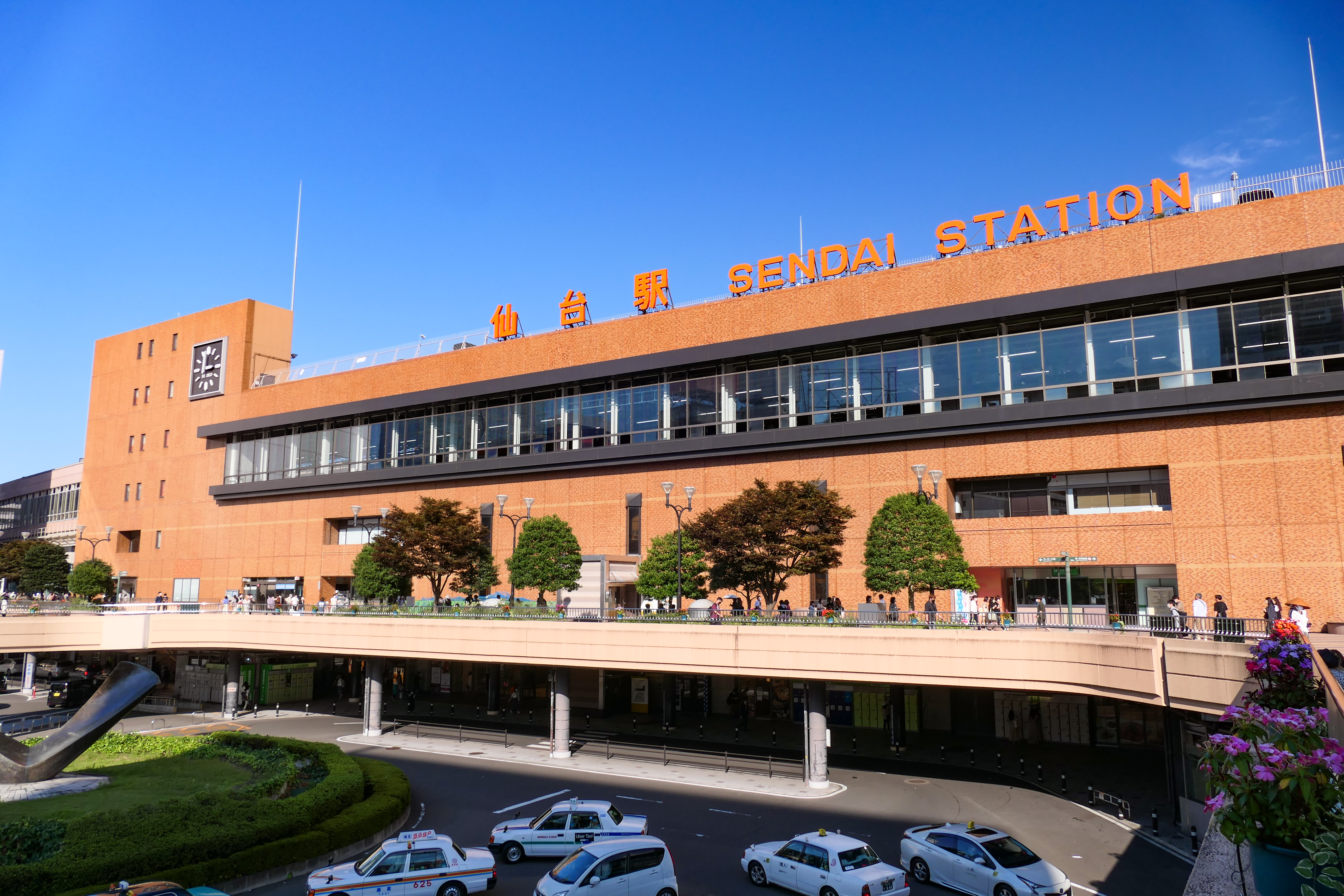
仙台駅

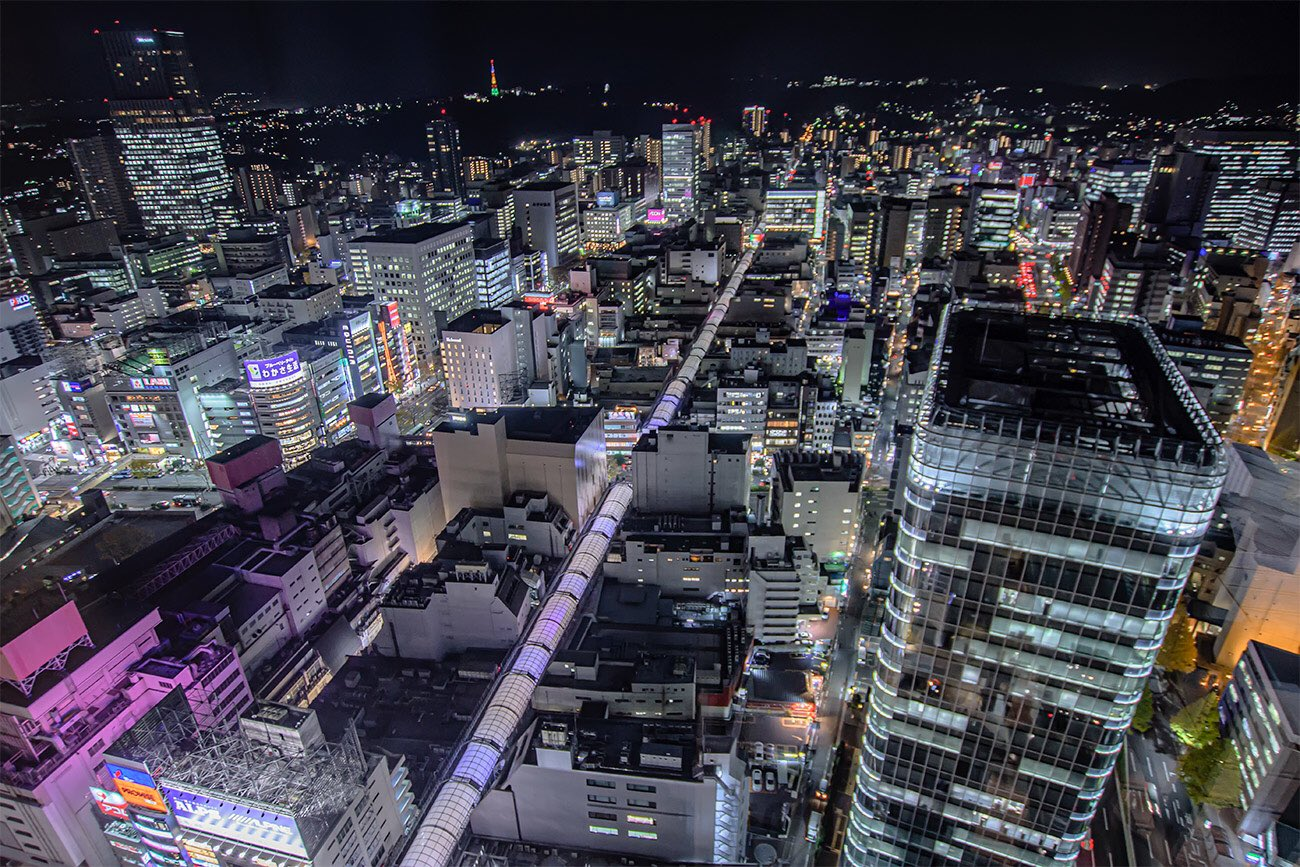
仙台市CBD

仙台市地下鉄のゾーン運賃制エリア（200円均一運賃エリア）の範囲

仙台市は立地適正化計画未作成なため「都心」は定義づけられていないが、都市再生緊急整備地域として定められている都心地区（都心部）の面積は297haである。仙台市は、江戸時代の城下町部分に都心が形成されているが、オフィスビルは戦災復興時につくられた大きな通り沿い、中心商業地は大通りに囲まれたブロック内の拡幅されなかった道沿い、という構造を基本とした業務・商業混在型都心部となっている。宮城県沖地震の避難経路の問題や、東京に近いこと（新幹線で1時間30分）によるオフィス需要の限界から20-30階建て程度の高層化に留まるものの、仙台駅周辺は東京との行き来が多い大企業や東北地方を管轄する支店が多く、オフィスビルの高層化とビジネスホテルの進出傾向が強い。2007年（平成19年）3月に仙台駅と仙台空港を結ぶ仙台空港アクセス線が開通したが、仙台に支店を設けている企業の本社のほとんどが東京にあるため、羽田便のない仙台空港への空港連絡鉄道が与えるビジネスへのインパクトは小さかった。なお、2010年に東北新幹線が新青森駅まで延伸し、東北地方全ての県庁所在地に新幹線が通ることになった。これにより、東北地方の業務に、東京集約、仙台集約、北東北は盛岡集約などの選択肢が生まれることが予想されている（仙台市と山形市との間に新幹線はないが、仙台 - 山形線や仙山線などで繋がれている）。
2000年（平成12年）前後から始まった東北地方の陸上交通の再編の動きなどにより経済圏が形成され、仙台・宮城デスティネーションキャンペーンに向けて、都心の物販では仙台駅西口が国内ブランド、一番町三丁目が海外ブランドの集積地となっている。
市当局の設定する副都心は、泉中央（北）・長町（南）・愛子（西）があったが、業務機能が集まったのは泉中央と長町のみで、現在、愛子にはついては副都心の指定も曖昧になっている。泉中央副都心は、地下鉄のターミナル駅周辺の大区画部分の未開発地区が駐車場として残るが、周囲に中小区画が多かったため、開発初期はロードサイドショップが集中し、その後は中小規模オフィスビルやマンションに置き換わった。また、都心から離れたターミナルであり、ベガルタ仙台のホームスタジアムがあることも手伝って、飲み屋街が形成されつつある。もう一方の長町副都心は、都心に近いために業務機能の集中は見られず、商業中心、およびマンション街となっている。なお、長町駅前が都市再生機構などにより再開発中である。
都心部
- 中心業務地区 : 都心地区とだけ明記　※商業・業務中心ゾーン：東は榴ヶ岡駅、西は西公園通り、南は五橋駅、北は北四番町の範囲
- 周辺業務地区 : 都心地区範囲内に含む
- 繁華街 : 一番町 (仙台市)、中央 (仙台市)
- 歓楽街 : 国分町

副都心・広域拠点
- 南部：長町地区
- 北部：泉中央地区

流通
- 流通地区 : 仙台塩釜港周辺地区

### 福岡市
立地適正化計画未作成（都心不確定）

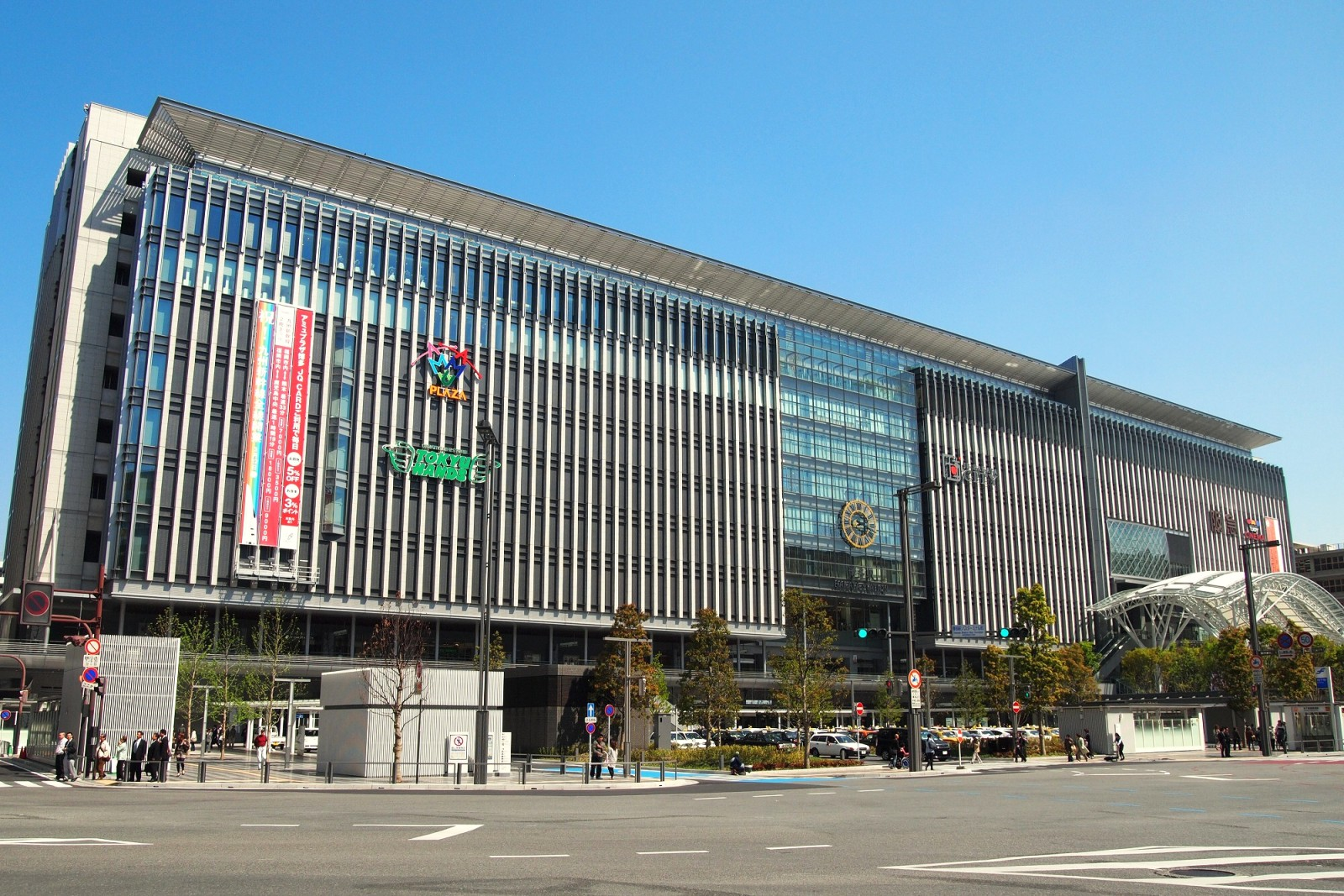
博多駅

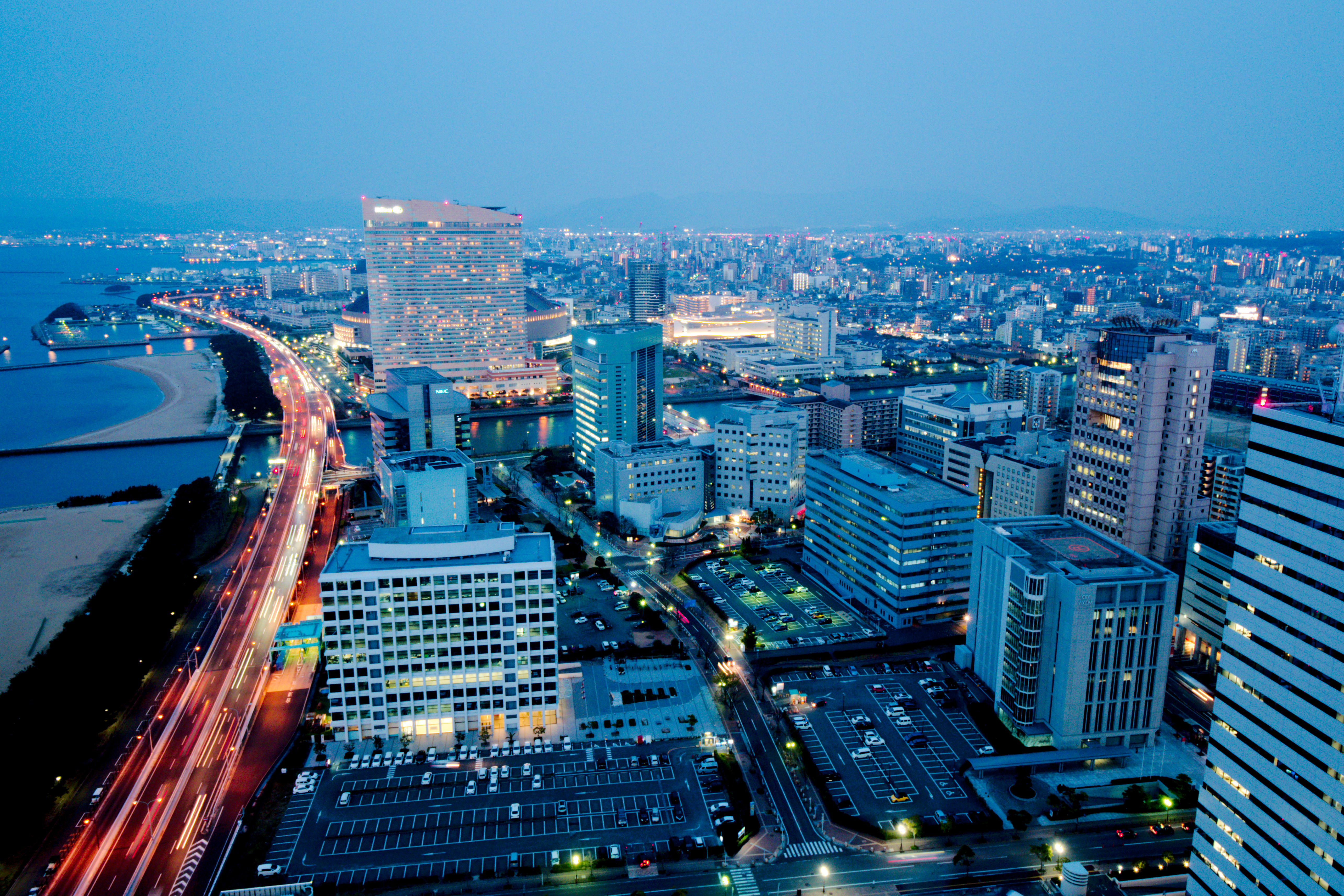
福岡市CBD

福岡市は立地適正化計画未作成なため「都心」は定義づけられていないが、都市再生緊急整備地域として定められている都心地域（都心部）の面積は455ha中、約231ha（特定地域）である。福岡空港からの直線距離が博多駅で約3km、西鉄福岡（天神）駅で約5kmと近接しているため、福岡市では同空港の制限表面 の規制から都心部における高層ビルの建設は不可能であり、10m～70mの中低層ビルが建ち並ぶ都心部が形成されている。都心部は中洲地区を挟んで大きく博多エリアと天神エリアとに分かれる。博多エリアは博多駅（新幹線・在来線）、バス（博多バスターミナル）、福岡空港の利用に至便であるため業務機能が集積している。一方、天神エリアは私鉄、地下鉄のターミナルが形成されているほか、昭和初期より西日本鉄道の主導で商業機能を集積させた経緯もあり、商業機能の需要が高く百貨店などの商業施設が高度に集積している。これらの地区は博多駅および福岡空港とを地下鉄空港線が結んでおり、国内でも屈指の利便性を有する都心部を形成している。なお、九州新幹線全通によるストロー現象によって九州各地から業務機能の移転が活発化し、空港との近接性により全国の支社が集まるなどオフィスの需要が高まっている事を踏まえ、都心部機能更新誘導方策と題し要件を満たした事業に限り、博多地区に置いては容積率の緩和、天神地区に置いては高さ制限も115mまで規制緩和 させる方策が功を奏し、2024年までに天神・博多両地区合わせて30棟以上の老朽化したビルの建替え計画が予定されている。博多港周辺のウォーターフロント地区に第3の都心部を形成する計画もあり今後の動向に注目が集まっていたが、コロナの影響でインバウンドが激減し計画を大幅に見直す方針である。
福岡市では都心部に高層ビルが建てられないため、超高層ビル、高層マンションといえば郊外、とりわけ副都心と呼ばれるエリアに集中している。副都心の1つである「西部広域拠点」の一角をなすシーサイドももちでは、ビル・マンションの高さは概ね80m～140m程度に留まっているが、業務機能が集積する副都心の規模としては地方都市の中でも稀な大きさである。また1989年（平成元年）になると西区の姪浜駅南側の姪浜地区で土地区画整理事業が始まり、15年の事業期間を経て現在は姪浜も西の副都心として進展しつつある。他の副都心としては、「西部広域拠点」として早良区西新及び藤崎、「東部広域拠点」として東区香椎及び千早、「南部広域拠点」として南区大橋がある。いずれも業務の集積は少なく商業中心としての発達程度に留まっている。物販面においては、超広域商圏を抱える天神地区への一極集中状態が続いているが、天神の中心部の再開発が停滞しているために商業エリアが西南方へと拡大する傾向にある。
都心部
- 中心業務地区:  博多駅地区、博多部地区、天神地区、渡辺通地区
- 周辺業務地区 : 大手門、千代・東公園エリアなど
- 繁華街 : 天神、大名、川端通商店街、博多駅周辺
- 歓楽街 : 中洲、西中洲

流通福岡流通業務地区
副都心（広域拠点）
- 「西部広域拠点」:西新・藤崎・シーサイドももち
- 「東部広域拠点」:香椎・千早
- 「南部広域拠点」:大橋地区

地域拠点
- 和白、箱崎、雑餉隈、六本松・鳥飼・別府、長住・花畑、野芥、姪浜、橋本、今宿・周船寺

## 工業都市

### 広島市
立地適正化計画公表済み

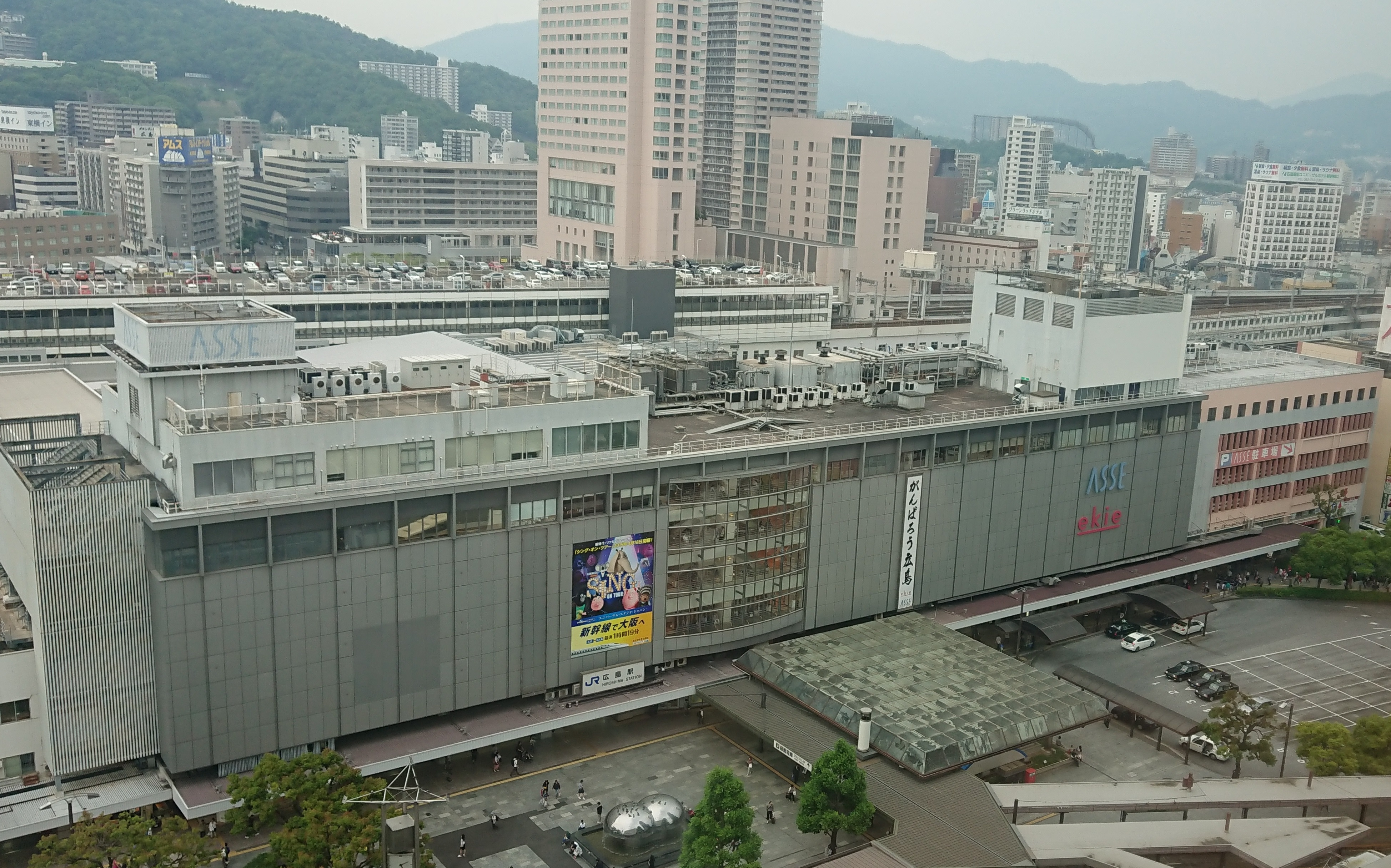
広島駅

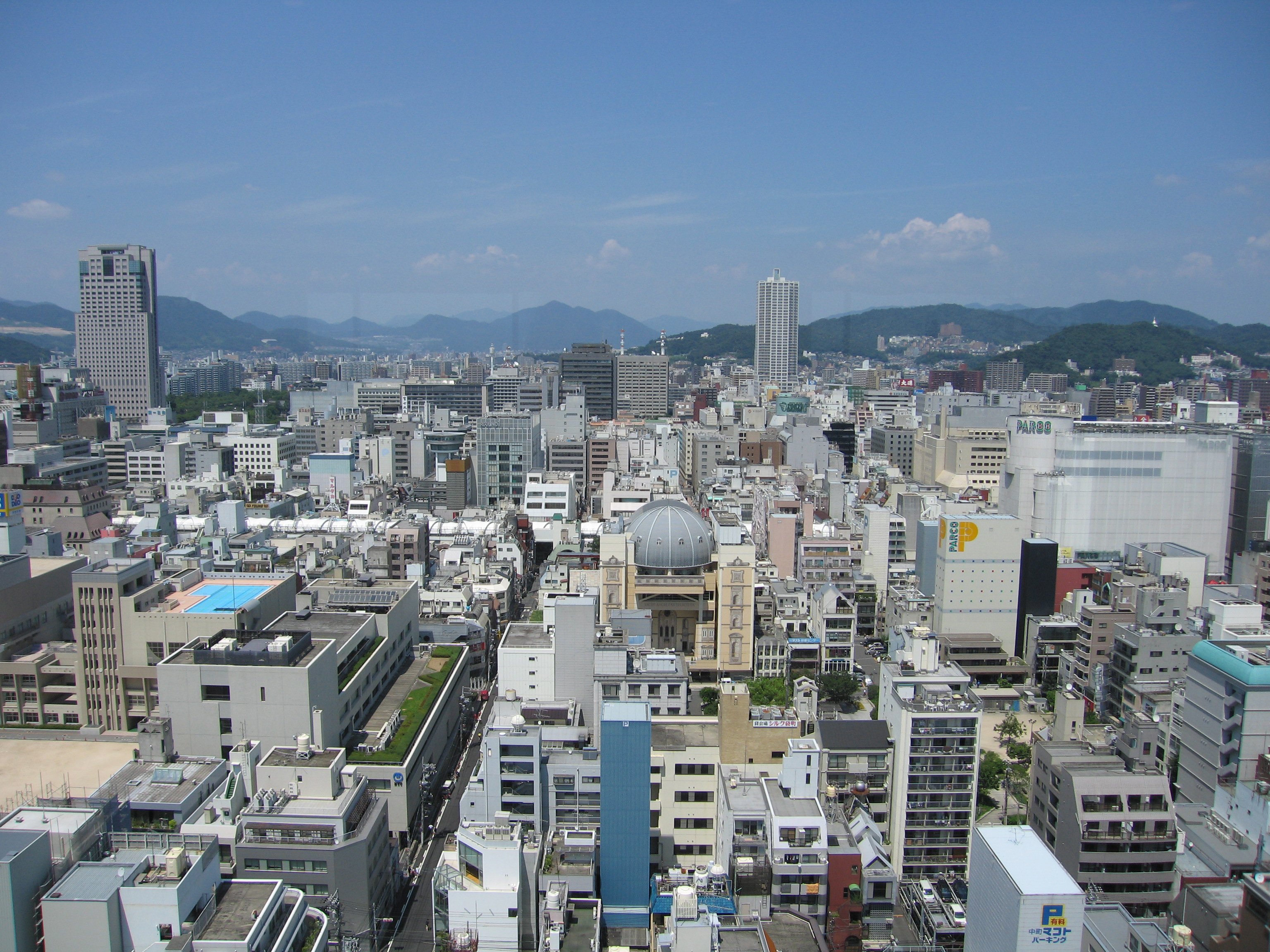
広島市CBD

広島市は、中国地方及び中国・四国地方最大都市であり、この地方を管轄する機能を持つ都市である。広島市の都市機能は、太田川デルタ内に集中している。
都心部はデルタの中北部にあり、北端が広島駅北口周辺および県道84号、西端が天満川、南端が国道2号、東端が段原再開発事業区域および東広島貨物駅貨物ヤード跡地で囲まれた地域である。

広島空港移転によってビルの高層化が可能になったため、超高層ビルが広島駅前や平和大通り沿いなどに、本社ビル・ホテル・マンションが中心となり立ち並ぶ。
鉄道では、2002年（平成14年）からJR西日本が広島シティネットワークを構築し、広域交通を担っている広島駅は1日14万人が乗降する中国地方最大の駅である。近年では、広島駅前再開発によって業務機能が広島駅周辺へ集積されつつある。
また、広島電鉄においては1999年（平成11年）からは超低床車両の導入が始まった。これに加えて2001年（平成13年）に広電西広島（己斐）駅の改良がなされ、2003年（平成15年）には横川駅において広電の電停が駅前広場に移設の上に駅前広場の改良整備が実施された。
広島港でも広島港（宇品）停留場が移設されるなど、「都心への玄関口」としての整備が進んだ（広島港は、広島湾内や松山港からの船が発着し、通勤・通学客が多い）。
さらに、都市高速である広島高速道路も放射状の路線が整備され、郊外から都心へのアクセス向上が進んだ。
一方で、1994年広島アジア大会を機に太田川デルタ内から広島空港を移転し、西風新都や東広島市に大学等の教育機関を多数移転させ、近年では広島市民球場を都心部から広島駅ヤード跡地へ移転させるなど、デルタ内の都市機能転換が進められている。
なお、広島西飛行場は直線距離で紙屋町交差点から約5kmと都心と近接しているものの、同空港では円錐表面および外側水平表面が設定されておらず、水平表面が半径3,000mと小さく設定されているため、都心の高層ビル等の高さは同空港の制限表面 による規制を受けない。
都心
- 中心業務地区 : 紙屋町・八丁堀、本通、広島駅南口周辺
- 周辺業務地区 : 広島港、住吉、基町
- 繁華街 : 紙屋町・八丁堀、新天地、金座街
- 歓楽街 : 流川、薬研堀

広域拠点地区
- 西風新都
- 井口
- 緑井：緑井駅周辺
- 宇品・出島：宇品

流通
- 商工センター

広域拠点
- 西風新都、広島IC周辺、宇品

地域拠点
- 可部、高陽、大町・古市、西広島、段原、五日市、海田町(他の自治体)

### 北九州市
立地適正化計画公表済み
- 都心 - 小倉都心
- 副都心 - 黒崎副都心
- 地域拠点 - 門司港、門司、城野、下曽根、戸畑、若松、八幡、東田、折尾、戸畑

北九州市は、高度経済成長期の1963年（昭和38年）に門司市、小倉市、若松市、八幡市、戸畑市（市制施行順）の5市対等合併で発足した市であり、「多核都市論」に基いて旧5市の均衡発展を目指してきたが、市制施行および政令指定都市移行25周年を迎えた1988年（昭和63年）に北九州市ルネッサンス構想を策定し、小倉都心と黒崎副都心を中心とした「集中型都市」へと政策転換した。同構想において都市軸の外に位置する地域では、門司港レトロ、北九州学術研究都市など、業務以外の都市機能集積が図られた。
市が指定する小倉都心は、小倉駅を中心におおよそ国道3号、市道原町金田1号線、市道堅町大門1号線、そして小倉港の海岸線により囲まれるエリアで、面積は380ha。小倉駅およびその周辺は、同駅に接続するJR各線と北九州モノレール、関東・関西方面のフェリーが発着する新門司フェリーターミナルとの間の無料送迎バス、そして高速バスが発着するバスターミナルにより陸・海の交通の要衝となっており、かつて門司港地区が担っていた九州の玄関口の地位を受け継いでいる。また、おおよそX字形になっている当市の都市軸の交点に小倉都心は位置し、北九州都市高速、国道、県道などが集積する。小倉駅新幹線口（北口）は国際コンベンション地区として再開発され、ホテルや展示場が集積している。小倉駅小倉城口（南口）、かつ、紫川右岸（東岸）は当市の中心業務地区となっており、小区画に中低層のオフィスビルが密集して建ち並ぶ。また、魚町銀天街や旦過市場をはじめとする25の商店街・市場がひしめき合う中心商業地区ともなっている。西小倉駅南口、かつ、紫川左岸（西岸）には、リバーウォーク北九州、勝山公園（小倉城）、北九州市役所といった動線が集まる施設が集積する。これらの南側は小倉陸軍造兵廠跡地であり、土地区画整理事業によって大区画の土地が供給された。そのため、密集度の高い右岸とは対照的な景観となっている。